# Líbano
El Líbano (en árabe: لبنان‎ Lebnānⓘ), oficialmente la República Libanesa (الجمهوريّة اللبنانيّة Al-Ŷumhūriya Al-Lebnāniya), es un país árabe de Asia Occidental. Limita al sur con Israel, al norte y al este con Siria, y al oeste con el mar Mediterráneo. El país se ubica entre la península arábiga y la cuenca del Mediterráneo. Su capital y ciudad más poblada es Beirut. Posee una extensión territorial de 10 450 km², siendo uno de los países más pequeños del mundo.
En las ciudades libanesas de Baalbek, Tiro y Biblos, existen templos romanos y también santuarios fenicios. Líbano es un país influido por diferentes culturas, viéndose reflejado en su diversidad social, además de las típicas características arquitectónicas que hay en los países árabes, con grandes mezquitas para la población musulmana, y a su vez con grandes iglesias, tanto para ortodoxos, como para maronitas, junto a rascacielos modernos. Se trata del país árabe con mayor proporción de población cristiana, con aproximadamente un 50 %; no obstante este porcentaje ha ido disminuyendo por causas diversas desde mediados del siglo XX en favor de la población musulmana. Su idioma oficial es el árabe, aunque en ciertas regiones del país, principalmente en la capital Beirut, puede haber alternancia de código con el idioma francés e inglés.

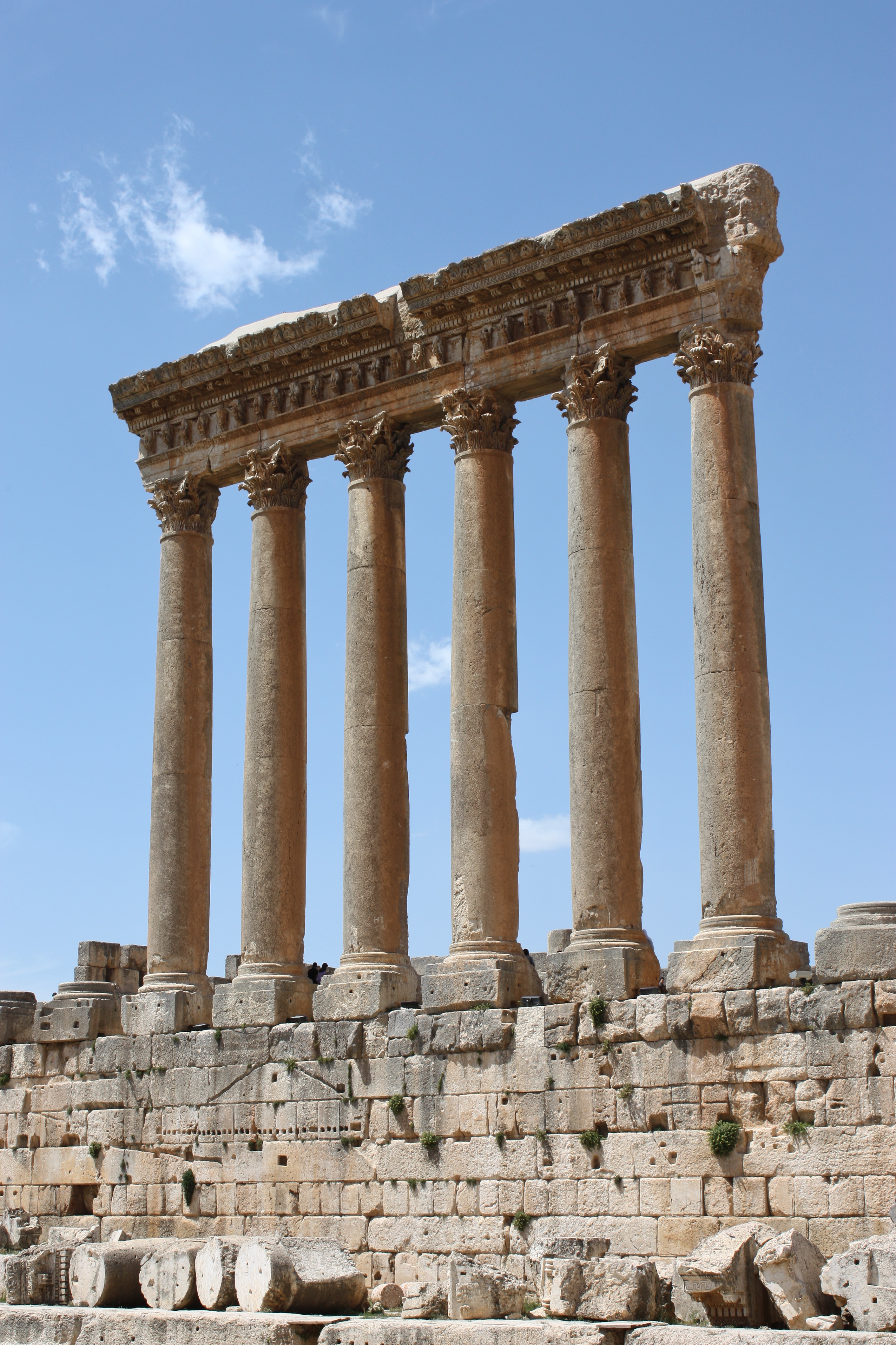
Templo de Júpiter en Baalbek.

Este territorio fue parte del Imperio otomano desde 1516 hasta 1918, cuando este se derrumbó al final de la Primera Guerra Mundial (1914-1918). Después, las cinco provincias que constituyen al Líbano moderno estuvieron bajo el Mandato francés. Los franceses expandieron las fronteras de la Gobernación del Monte Líbano, poblada por maronitas y drusos para incluir a más musulmanes. Líbano ganó la independencia en 1943, estableciendo un sistema político único, el confesionalismo, un tipo de consociativismo entre comunidades religiosas. Se consideran Bechara El Khoury, primer presidente del Líbano, Riad Al-Solh, primer primer ministro del Líbano y Emir Majid Arslan II, primer ministro de Defensa, como los tres fundadores de la moderna República del Líbano y héroes nacionales por haber logrado la independencia. Las tropas extranjeras se retiraron completamente del país el 31 de diciembre de 1946. Hasta la década de 1970, el Líbano era el centro financiero de Oriente Próximo, lo que le valió el sobrenombre de «la Suiza del Oriente Próximo». Sin embargo, su importancia económica se desintegró con la guerra civil libanesa de 1975-1990, que destruyó el equilibrio político. Desde 1973 es miembro de la Organización Internacional de la Francofonía.
A mediados de 2006, el país había recuperado un considerable grado de estabilidad y desarrollo, la reconstrucción de Beirut estaba casi completa y un número creciente de turistas volvía al país. Sin embargo, en el verano de 2006 se desató la guerra del Líbano, de un mes de duración, entre el ejército de Israel y Hezbolá, que causó un gran número de bajas civiles e importantes daños en la infraestructura del país. El 14 de agosto se alcanzó un alto al fuego tras un llamamiento al fin de las hostilidades del Consejo de Seguridad de las Naciones Unidas.
Desde entonces, el país vive una inestabilidad casi constante, por guerras y conflictos internos o externos (conflictos de países cercanos como Siria, Israel o Palestina). A pesar de ello, su capital Beirut vuelve a ser uno de los centros financieros, económicos y comerciales más grandes y modernos, y una de las ciudades más vanguardistas y occidentalizadas del Oriente Próximo. Líbano es un país muy desigual, donde el 1 % más rico posee el 40 % de la riqueza.Según un informe de Naciones Unidas, el 78 % de los nacionales libaneses vivían bajo el umbral de la pobreza en el año 2021.
El símbolo del país es el cedro, un árbol cuyos bosques cubrían todo el Líbano en la Antigüedad y cuya madera era uno de los principales productos de exportación ya en tiempos de los fenicios. El cedro preside de forma solitaria tanto la bandera como el escudo de Líbano.

## Historia

Mapa de Fenicia.

El Líbano, heredero de Fenicia y crisol histórico de comunidades cristianas y musulmanas, fue ocupado por el Imperio otomano en el siglo XVI. La muerte de 12 000 cristianos en la guerra entre estos y los drusos en 1860 provocó el desembarco de tropas francesas para proteger a los cristianos maronitas. Se creó el Mutasarrifato del Monte Líbano (1861-1918). Tras la derrota turca en la Primera Guerra Mundial (1914-1918), el protectorado de Francia se prolongó hasta 1943, año en que el país se constituyó como Estado (si bien había proclamado su independencia el 26 de noviembre de 1941, pero ésta no fue reconocida hasta dos años más tarde). En 1946 las tropas francesas abandonaron el Líbano.
En 1958 estalló la guerra civil entre musulmanes panarabistas influidos por el presidente egipcio Nasser y fuerzas del Gobierno libanés del cristiano Camille Chamoun, a cuyo requerimiento desembarcaron tropas estadounidenses en Beirut.
En 1970 la Organización para la Liberación de Palestina (OLP) se instaló en Beirut, expulsada de Jordania, y aumentó los ataques sobre Israel desde el sur del Líbano.
En 1975 comenzó la guerra civil libanesa (1975-1990) entre las comunidades cristiana maronita y musulmana, al atacar fuerzas falangistas cristianas a las guerrillas palestinas de la OLP. En 1976, tras el incremento de las matanzas (de palestinos por parte de fuerzas cristianas en Karantina y Tel el-Za'atar, y de cristianos por parte de fuerzas palestinas en Damour), las fuerzas de paz de la Liga Árabe interviene con treinta mil soldados, por petición del Parlamento Libanés durante la presidencia de Suleiman Frangieh (1970-1976); ocuparon todo el país salvo el extremo sur para después retirarse dejando a cargo al ejército de Siria. Con la Operación Litani en 1978, el ejército israelí invade el sur del Líbano y ocupa una zona de 700 km² con un balance de 1186 muertos civiles, 285 000 desplazados, 82 pueblos profundamente afectados y seis totalmente destruidos. El mismo año las Naciones Unidas enviaron una fuerza multinacional, la FPNUL, al sur del Líbano; el ejército sirio bombardeó el sector cristiano de Beirut (Beirut oriental). Entre 1980 y 1981 se incrementaron los choques entre las fuerzas israelíes, milicias libanesas apoyadas por Israel y la OLP en el sur del país.
En 1982 Israel invadió el sur del Líbano para expulsar a las guerrillas de la OLP, dirigidas por Yasir Arafat, atacando a las fuerzas sirias en el valle de la Becá y asediando el sector musulmán de Beirut (Beirut occidental); fuerzas estadounidenses, francesas e italianas fueron estacionadas en la capital para ayudar en la evacuación de unos once mil miembros de la OLP; tras la salida de las tropas internacionales de Beirut, el ejército israelí ocupó el sector musulmán de la ciudad (Beirut occidental) y los israelíes permitieron la entrada de fuerzas falangistas cristianas que cometieron las masacres de los campos de refugiados palestinos de Sabra y Chatila (Beirut), lo que fuerza la retirada israelí de Beirut occidental y la vuelta de las fuerzas estadounidenses, francesas e italianas. La Operación Paz para Galilea y el asedio de Beirut causaron cerca de veinte mil muertos civiles libaneses y palestinos y medio millón de desplazados. En mayo de 1983, Israel y el Líbano alcanzaron un acuerdo para retirar las tropas israelíes. Finalmente, en mayo de 2000, Israel retiró por decisión unilateral todas sus tropas del sur del Líbano confiando que FINUL evitaría futuros ataques de Hezbolá contra su territorio.
El gobierno libanés no logró hacer cumplir la resolución 1559 del Consejo de Seguridad de la ONU que obligaba a desarmar a las milicias armadas libanesas y tomar el control de su frontera sur, controlada por Hezbolá para proteger la frontera con Israel. En julio de 2006, tras una incursión fronteriza de Hezbolá en territorio israelí que se saldó con la muerte de ocho soldados israelíes y la captura de dos más, se produce la crisis israelo-libanesa de 2006 con el bombardeo de gran parte de la infraestructura del país destruyendo gran parte de ella y una respuesta armada de Hezbolá con armas provistas por Irán y Siria sobre las ciudades del norte de Israel, dejando patente una vez más la injerencia de fuerzas militares extranjeras en los asuntos internos del pueblo libanés.
Citando datos del gobierno libanés, el día 6 de agosto, ACNUR informó de que 550.000 desplazados han sido acogidos por familias, 130 000 se encuentran en refugios improvisados, y cerca de 200 000 han cruzado la frontera con Siria. También impera una grave crisis económica. En agosto una resolución de las Naciones Unidas decide incrementar la fuerza multinacional FPNUL y se llega a un acuerdo de cese de violencia con la economía e infraestructuras destruidas y unos 1271 muertos libaneses.
Líbano sufrió atentados terroristas en 2015 que dejaron 43 víctimas mortales y 200 heridos, tras la explosión de dos bombas en la zona de Burj al-Barajneh (Beirut), bastión chiita y de Hezbolá. El atentado ha sido reivindicado por el Estado Islámico, contra el que Líbano está luchando en la vecina Siria.
El 4 de agosto de 2020, dos explosiones en el puerto de Beirut, en un almacén con 2750 toneladas de nitrato de amonio, dejaron más de 135 muertos, 5000 heridos y varios desaparecidos. A causa de las fuertes protestas por la precaria situación económica del país, por la corrupción y por las explosiones, la totalidad del Gobierno del Líbano dimitió el 10 de agosto de 2020. En la actualidad el país se encuentra sumergido en una profunda crisis política, económica y social, con escasez de productos alimentarios y falta de recursos energéticos, viviéndose una de las situaciones más duras de la corta pero intensa historia del estado libanés.
El 10 de septiembre de 2021, tras trece meses sin gobierno, el empresario suní Nayib Mikati tomó el poder del gobierno libanés, con el objetivo de buscar una solución a la crisis económica del país y frenar las graves carencias de combustibles y electricidad con las que cuenta el país. Una de las primeras medidas del nuevo gobierno fue la negociación de un paquete de ayudas económicas con el Fondo Monetario Internacional.
Actualmente, los libaneses viven con horas limitadas de electricidad y malas condiciones en cuanto a otras de sus necesidades básicas.  Hay una crisis nacional a pesar de no estar en guerra.

## Política y gobierno
La República del Líbano se rige según la Constitución de 1926, reformada con posterioridad y revisada en profundidad en 1990 por la ONU. Según la Constitución, la Asamblea de Representantes (Majlis al-Nuwab en árabe, Le Parlement en francés) es el cuerpo legislativo. Se elige por periodos quinquenales por el pueblo libanés mediante sufragio universal. La Asamblea de Representantes es multirreligiosa.

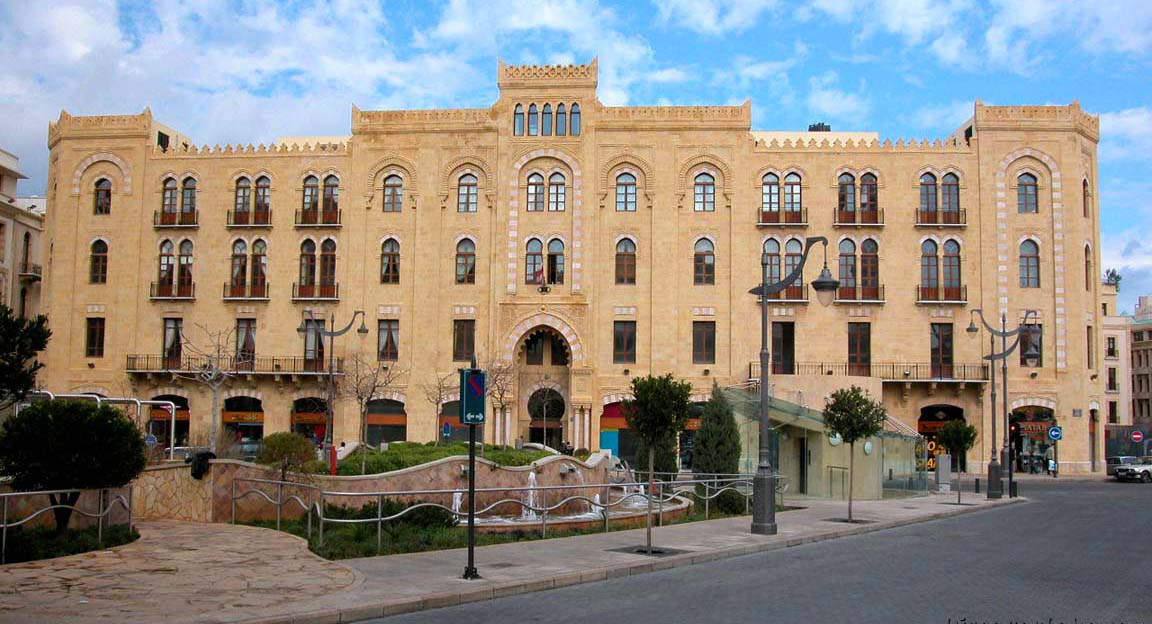
Edificio de la Alcaldía o Ayuntamiento de Beirut la capital libanesa

El poder ejecutivo recae sobre el presidente de la República Libanesa, el cual nombra para tal función al primer ministro y al resto de miembros del Gabinete, el cual es quien ejerce dicha función, reservándose el presidente de la República amplias competencias.
Por ley, el cargo de presidente de la República debe ser ocupado siempre por un cristiano maronita, el de primer ministro por un musulmán suní y el de presidente de la Asamblea de Representantes por un musulmán chiita, con el fin de que ninguna minoría del país pueda quedar discriminada por el gobierno.

### Sistema legal
En el Líbano hay 18 grupos religiosos reconocidos oficialmente, cada uno con su propia legislación sobre derecho de familia y su propio conjunto de tribunales religiosos.
El sistema jurídico libanés se basa en parte en el sistema francés, y es un país de derecho civil, con la excepción de los asuntos relacionados con el estatuto personal (sucesión, matrimonio, divorcio, adopción, etc.), que se rigen por un conjunto de leyes independientes diseñadas para cada comunidad sectaria. Por ejemplo, las leyes islámicas sobre el estatuto personal se inspiran en la sharia. Para los musulmanes, estos tribunales tratan cuestiones de matrimonio, divorcio, custodia y sucesiones y testamentos. Para los no musulmanes, la jurisdicción del estatuto personal está dividida: el derecho de sucesiones y testamentos es competencia de la jurisdicción civil nacional, mientras que los tribunales religiosos cristianos y judíos son competentes para el matrimonio, el divorcio y la custodia. Además, los católicos pueden recurrir ante el tribunal de la Rota Vaticana.

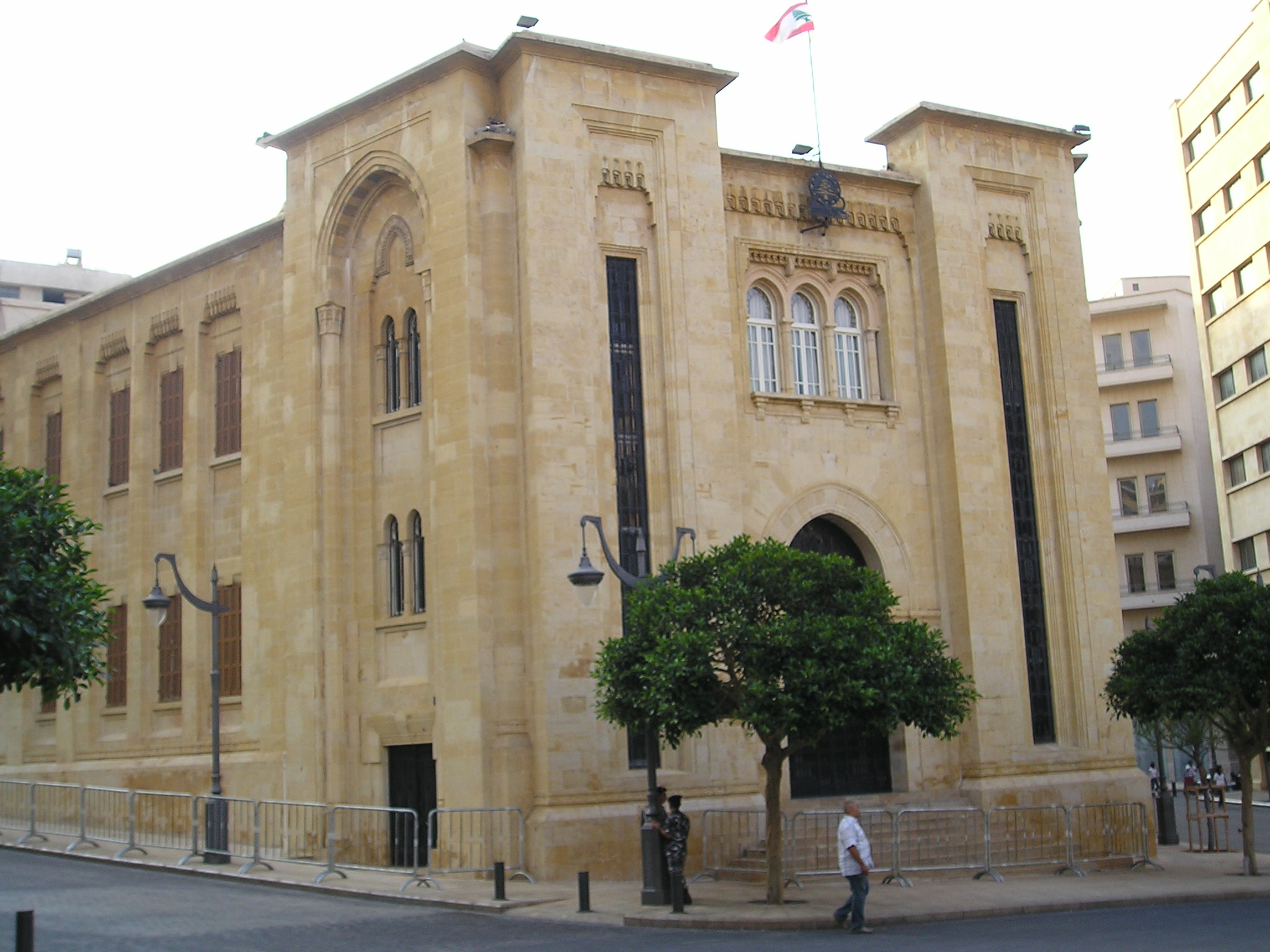
El Parlamento del Líbano en la Place de l'Étoile de Beirut.

El conjunto de leyes codificadas más notable es el Code des Obligations et des Contrats promulgado en 1932 y equivalente al Código Civil francés. La pena capital todavía podría aplicarse  para sancionar ciertos delitos, pero en la práctica ya no se aplica.
El sistema judicial libanés consta de tres niveles: tribunales de primera instancia, tribunales de apelación y tribunal de casación. El Consejo Constitucional decide sobre la constitucionalidad de las leyes y los fraudes electorales. También existe un sistema de tribunales religiosos con jurisdicción sobre asuntos de estatuto personal dentro de sus propias comunidades, con normas sobre asuntos como el matrimonio y la herencia.
En 1990 se enmendó el artículo 95 para establecer que el parlamento tomará las medidas necesarias para abolir la estructura política basada en la afiliación religiosa, pero que hasta ese momento sólo los cargos más altos de la función pública, incluidos la judicatura, el ejército, las fuerzas de seguridad y las instituciones públicas y mixtas, se dividirán equitativamente entre cristianos y musulmanes sin tener en cuenta la afiliación o división confesional dentro de cada comunidad.

### Derechos humanos

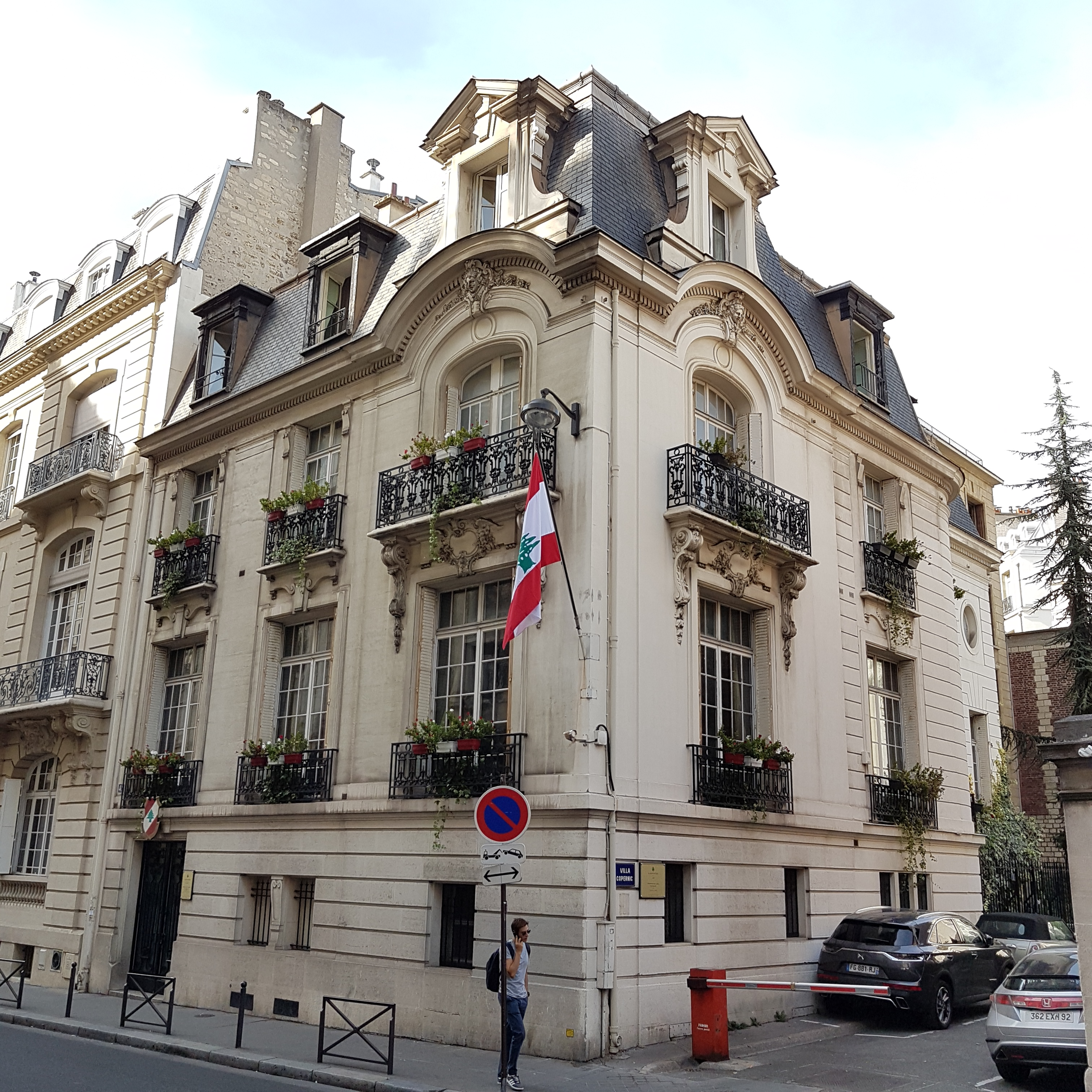
Embajada del Líbano en París (Francia).

En materia de derechos humanos, respecto a la pertenencia a los siete organismos de la Carta Internacional de Derechos Humanos, que incluyen al Comité de Derechos Humanos (HRC), Líbano ha firmado o ratificado:
| Líbano | Tratados internacionales | Tratados internacionales | Tratados internacionales | Tratados internacionales  | Tratados internacionales  | Tratados internacionales | Tratados internacionales | Tratados internacionales | Tratados internacionales  | Tratados internacionales | Tratados internacionales | Tratados internacionales | Tratados internacionales  | Tratados internacionales    | Tratados internacionales | Tratados internacionales  | Tratados internacionales | Tratados internacionales |
| --- | --- | ------------------------ | --- | ------------------------- | ------------------------- | --- | ------------------------ | --- | ------------------------- | --- | ------------------------ | ------------------------ | ------------------------- | --------------------------- | ------------------------ | ------------------------- | ------------------------ | ------------------------ |
| Líbano | CESCR | CESCR                    | CCPR | CCPR                      | CCPR                      | CERD | CED                      | CEDAW | CEDAW                     | CAT | CAT                      | CRC                      | CRC                       | CRC                         | CRC                      | MWC                       | CRPD                     | CRPD                     |
| Líbano | CESCR | CESCR-OP                 | CCPR | CCPR-OP1                  | CCPR-OP2-DP               | CERD | CED                      | CEDAW | CEDAW-OP                  | CAT | CAT-OP                   | CRC                      | CRC-OP-AC                 | CRC-OP-SC                   | CRC-OP-CP                | MWC                       | CRPD                     | CRPD-OP                  |
| Pertenencia | Líbano ha reconocido la competencia de recibir y procesar comunicaciones individuales por parte de los órganos competentes. | Sin información.         | Líbano ha reconocido la competencia de recibir y procesar comunicaciones individuales por parte de los órganos competentes. | Ni firmado ni ratificado. | Ni firmado ni ratificado. | Líbano ha reconocido la competencia de recibir y procesar comunicaciones individuales por parte de los órganos competentes. | Sin información.         | Líbano ha reconocido la competencia de recibir y procesar comunicaciones individuales por parte de los órganos competentes. | Ni firmado ni ratificado. | Líbano ha reconocido la competencia de recibir y procesar comunicaciones individuales por parte de los órganos competentes. | Sin información.         | Firmado y ratificado.    | Ni firmado ni ratificado. | Firmado pero no ratificado. | Sin información.         | Ni firmado ni ratificado. | Sin información.         | Sin información.         |
| Firmado y ratificado, firmado, pero no ratificado, ni firmado ni ratificado, sin información, ha accedido a firmar y ratificar el órgano en cuestión, pero también reconoce la competencia de recibir y procesar comunicaciones individuales por parte de los órganos competentes. | |                          | |                           |                           | |                          | |                           | |                          |                          |                           |                             |                          |                           |                          |                          |

### Política exterior
La política exterior del país proximooriental refleja su situación geográfica, la composición de su población y su dependencia del comercio. Hasta 2005, la política exterior libanesa había estado muy influida por Siria, su país vecino. El marco de las relaciones se codificó por primera vez en mayo de 1991, cuando Líbano y Siria firmaron un tratado de cooperación mutua. Este tratado surgió del Acuerdo de Taif, que estipulaba que «Líbano está unido a Siria por lazos distintivos que derivan de la fuerza del parentesco, la historia y los intereses comunes». El tratado Líbano-Siria aboga por «la coordinación y cooperación entre los dos países» que sirva a los «intereses de los dos países en el marco de la soberanía e independencia de cada uno». Numerosos acuerdos en materia política, económica y de seguridad. Tras la retirada militar de Siria en 2005, la política exterior libanesa trazó un rumbo más independiente.
El Líbano concluyó las negociaciones de un acuerdo de asociación con la Unión Europea a finales de 2001, y ambas partes rubricaron el acuerdo en enero de 2002. Está incluido en la Política Europea de Vecindad de la Unión Europea, cuyo objetivo es acercar a la UE y sus vecinos. El país asimismo tiene acuerdos comerciales bilaterales con varios Estados árabes y está trabajando para adherirse a la Organización Mundial del Comercio.
El Líbano es uno de los principales beneficiarios mediterráneos de la ayuda de la Unión Europea, que es el donante principal del Líbano a través de diversos instrumentos. Desde 2007, la ayuda financiera se canaliza a través del Instrumento Europeo de Vecindad y Asociación. La UE ha adoptado un Documento de Estrategia Nacional para Líbano 2007-2013 y un Programa Indicativo Nacional 2007-2010. La asistencia prestada se reorientó tras la segunda guerra del Líbano (2006) para dedicarse a ayudar realmente al gobierno y a la sociedad en la reconstrucción y reforma del país.

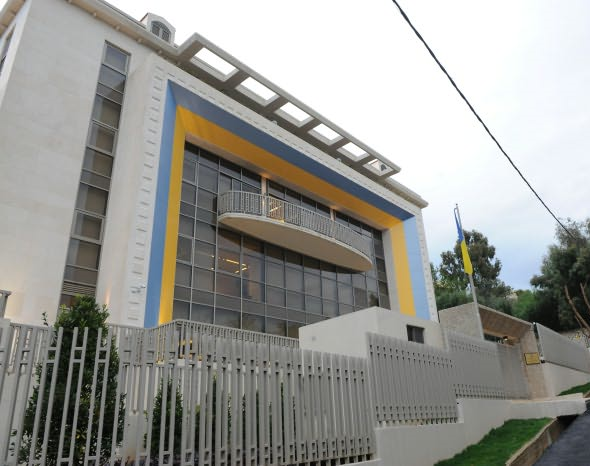
Embajada de Ucrania en Beirut, Líbano.

Líbano mantiene buenas relaciones con prácticamente todos los demás países árabes (a pesar de las tensiones históricas con Libia y Siria), y en marzo de 2002 acogió una Cumbre de la Liga Árabe por primera vez en más de 35 años. Es miembro de los países de la Francofonía y acogió la Cumbre de la Francofonía en octubre de 2002, así como los Juegos de la Francofonía en 2009.

### Disputas fronterizas
En 2010, Israel descubrió enormes yacimientos de gas natural frente a sus costas en el mar Mediterráneo. Aunque el hallazgo de Israel se encuentra dentro de su zona económica exclusiva territorial, la disputa se deriva de la posibilidad de que el yacimiento de gas se extienda hasta la frontera de Líbano. Un principio general en una situación así es la regla de la captura, según la cual cada parte puede extraer todo lo que pueda de su lado. Israel ya ha comenzado la exploración y construcción en su lado, mientras que las autoridades libanesas aún no han demarcado oficialmente su zona económica exclusiva ni han iniciado un proceso para atraer ofertas por los derechos de exploración. El ministro libanés de Energía, Gebran Bassil, advirtió que Líbano no permitiría que Israel ni ninguna empresa «al servicio de los intereses israelíes» perforara gas «que está en nuestro territorio». Beirut ya había advertido anteriormente a la empresa estadounidense Noble Energy que no se acercara a su territorio. En respuesta, el ministro israelí de Infraestructuras, Uzi Landau, advirtió a Líbano de que Israel estaba dispuesto a utilizar la fuerza para proteger las reservas de gas descubiertas frente a sus costas.

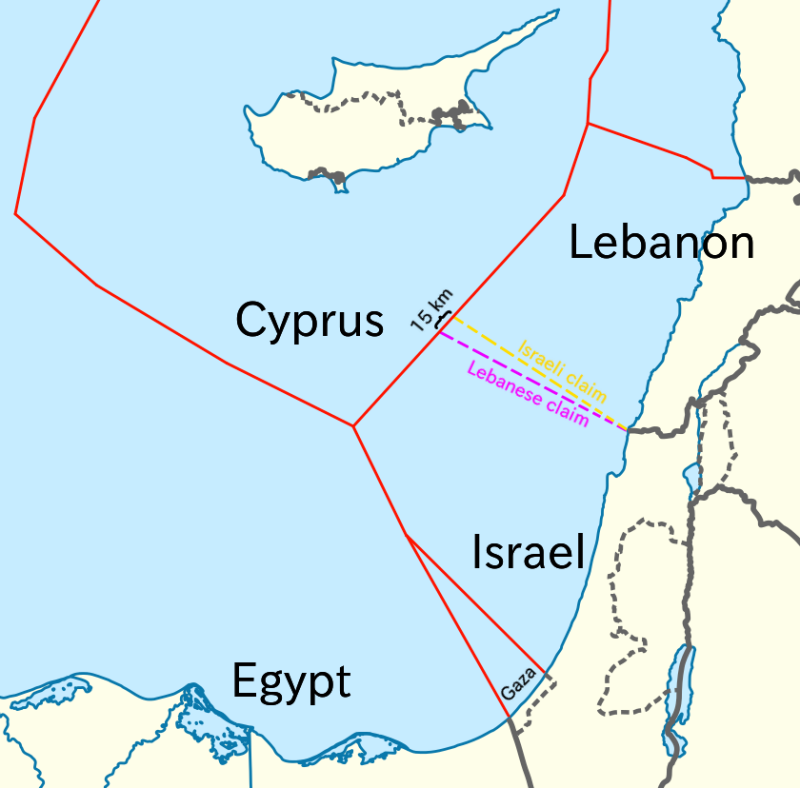
Reclamaciones marítimas de Líbano e Israel antes del Acuerdo de 2022

El 17 de agosto de 2010, el Parlamento libanés aprobó una ley que autorizaba la exploración y perforación de yacimientos de petróleo y gas en alta mar. La ley preveía la creación de una tesorería y un comité para supervisar la exploración y la perforación. El asesor del presidente Nabih Berri, Ali Hamdan, declaró que esperaba que los derechos salieran a subasta a finales de 2011. «Se trata sin duda de una piedra angular de la política petrolera libanesa... y ayudará a Líbano a dividir sus reservas en bloques y, con el tiempo, a convocar licitaciones y empezar a estudiar acuerdos de reparto de poder».
Las negociaciones sobre la disputa, auspiciadas por la ONU y mediadas por Estados Unidos, comenzaron el 12 de octubre de 2020 y desembocaron en un acuerdo que resolvía la disputa fronteriza marítima entre Israel y Líbano, firmado el 27 de octubre de 2022.

### Defensa
La soberanía del país es garantizada según la constitución por las Fuerzas Armadas Libanesas (FAL) que cuentan con 72 000 efectivos en activo, de los que 1100 pertenecen a las Fuerza Aérea y 1000 a la Armada.
Las misiones principales de las Fuerzas Armadas Libanesas incluyen la defensa del Líbano y sus ciudadanos contra la agresión externa, el mantenimiento de la estabilidad y la seguridad internas, la lucha contra las amenazas contra los intereses vitales del país, la participación en actividades de desarrollo social y la realización de operaciones de socorro en coordinación con las instituciones públicas y humanitarias.
La LAF es una fuerza totalmente voluntaria. Las tres ramas están dirigidas y coordinadas por el Comandante de las LAF; un cargo que habitualmente ocupa un cristiano católico maronita, desde el Ministerio de Defensa que se encuentra en Yarzeh, al este de la capital libanesa, Beirut. El actual comandante en jefe de las Fuerzas Armadas libanesas es el general Joseph Aoun. En la actualidad, las Fuerzas Armadas Libanesas ocupan el sexto lugar en el mundo en términos de crecimiento, ya que el número de militares se ha duplicado en el periodo comprendido entre 1985 y 2000. El país cuenta con seis escuelas y facultades militares. Los oficiales libaneses son enviados a otros países como Estados Unidos, Rusia u otras partes de Europa para recibir formación adicional.

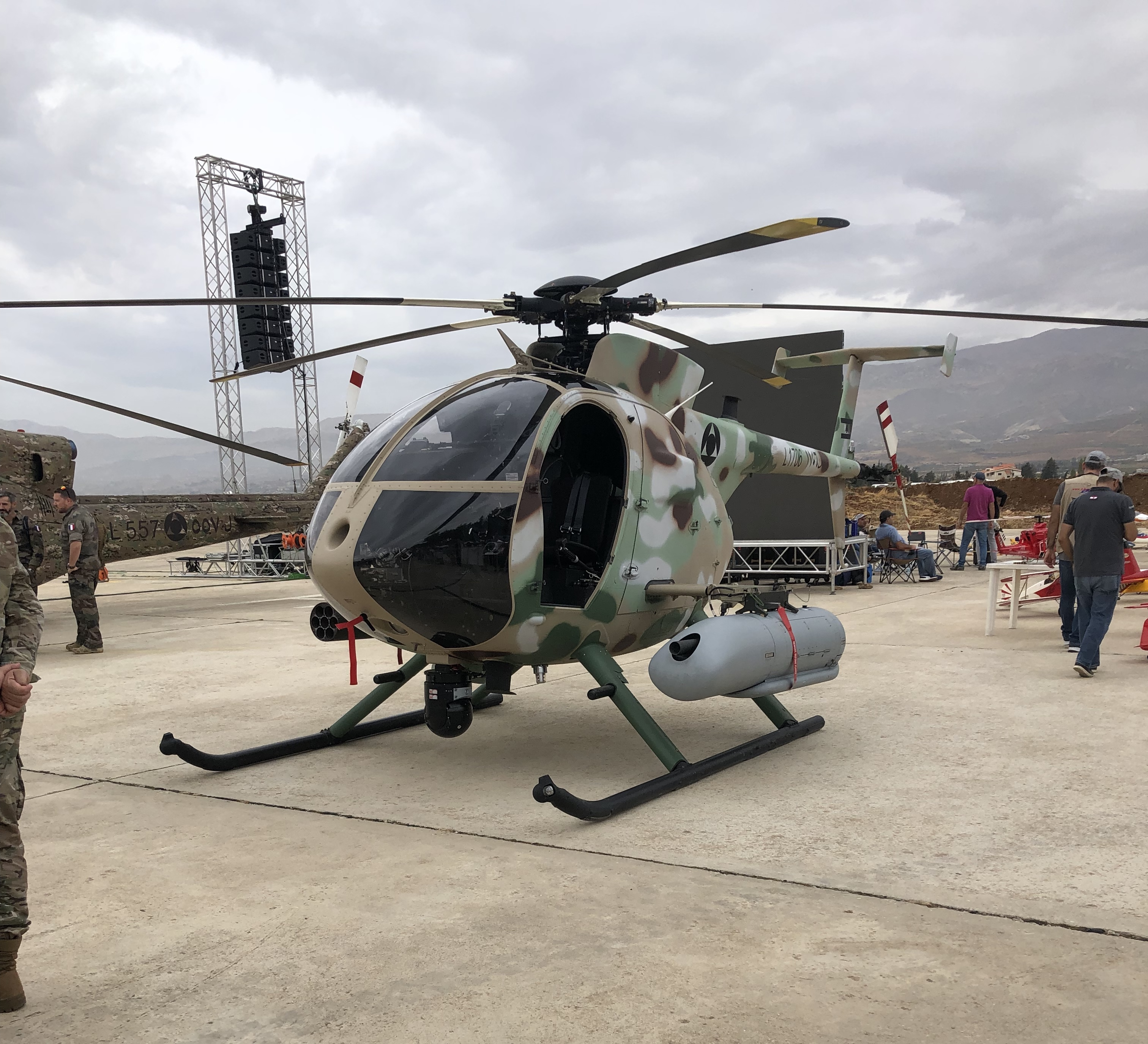
Un helicóptero perteneciente a las Fuerzas Armadas del Líbano

El equipamiento de las LAF está anticuado debido a la falta de fondos, las disputas políticas y, hasta la década de 2000, la presencia de fuerzas extranjeras. El gobierno libanés está trabajando con sus socios para mejorar las capacidades de las fuerzas armadas. Tras la conclusión de la guerra civil libanesa, las LAF decidieron reparar todo el material que pudieron, mientras recibían la ayuda de modestas donaciones de otros Estados. Estados Unidos sigue siendo un socio clave para Líbano en este proceso de mejora. Alrededor del 85% del equipamiento de las LAF es de fabricación estadounidense, mientras que el resto es de fabricación británica, francesa y soviética.
Durante el periodo de la provincia semiautónoma del Mutasarrifato del Monte Líbano, entre 1861 y 1914, la provincia contaba al parecer con su propio ejército de milicias voluntarias, lo que llamó la atención de un viajero en 1914, que afirmaba: «el porte libre e independiente de estos montañeses contrastaba notablemente con el de los reclutas mal pagados, mal alimentados y mal vestidos del ejército regular [turco]».
Los inicios del Ejército libanés moderno se remontan a 1916, cuando el gobierno francés creó la «Legión de Oriente», que incluía soldados libaneses. Tras el establecimiento de un mandato de la Sociedad de Naciones sobre Líbano tras la Primera Guerra Mundial, en abril de 1920, Francia formó el Ejército de Levante, que más tarde se reorganizó en las Troupes Spéciales du Levant (Tropas Especiales de Levante). Estas tropas eran unidades diversas compuestas por personal alistado libanés, sirio, circasiano, norteafricano, francés, kurdo y senegalés, todos ellos mandados predominantemente por oficiales franceses. En 1938, los Troupes Speciales contaban con 10.000 efectivos y 306 oficiales, de los cuales sólo 88 eran franceses.
Tras la independencia del país proximooriental en 1943, el gobierno libanés formó una delegación oficial en 1944 para negociar con los franceses los términos relativos al traspaso de las LAF. Tras casi tres semanas de conversaciones, el mando conjunto franco-británico decretó que la responsabilidad de las unidades armadas bajo control francés pasara a manos del Gobierno Independiente del Líbano. Estas unidades formaban parte de los Troupes Spéciales du Levant y sumaban unos 3.000 hombres. El 1 de agosto de 1945, a las 00:00 horas, la LAF pasó a depender plenamente del Gobierno Nacional Libanés; este día se conmemora anualmente como el Día del Ejército Libanés.

## Organización territorial

Provincias y gobernaturas del Líbano

El Líbano está dividido en ocho gobernaciones (muḥāfaẓāt, del singulgar muḥāfaẓa): Akkar, Baalbeck-Hermel, Beirut, Gobernación de Becá, Líbano-Norte, Líbano-Sur, Monte Líbano y Nabatiye (las de más reciente creación son Baalbeck-Hermel en el Líbano del este y Akkar en el Líbano del norte, que no existían antes de 2003).Estas gobernaciones se dividen a su vez en 25 gastar.

## Geografía

Mapa topográfico del Líbano en el que se distinguen las cuatro zonas del país: la costa; la cordillera del Líbano que lo recorre de noreste a suroeste; el valle de la Becá que lo separa de la siguiente cordillera más oriental, compartida ya con la vecina Siria, la del Antilíbano.

El Líbano es un Estado de Oriente Próximo, al oeste de Asia, situado junto al mar Mediterráneo, que baña sus costas occidentales. Al norte y al este, el Líbano da paso a las tierras semidesérticas de Siria, y al sur la estrecha frontera del país se encuentra con los límites de Israel.

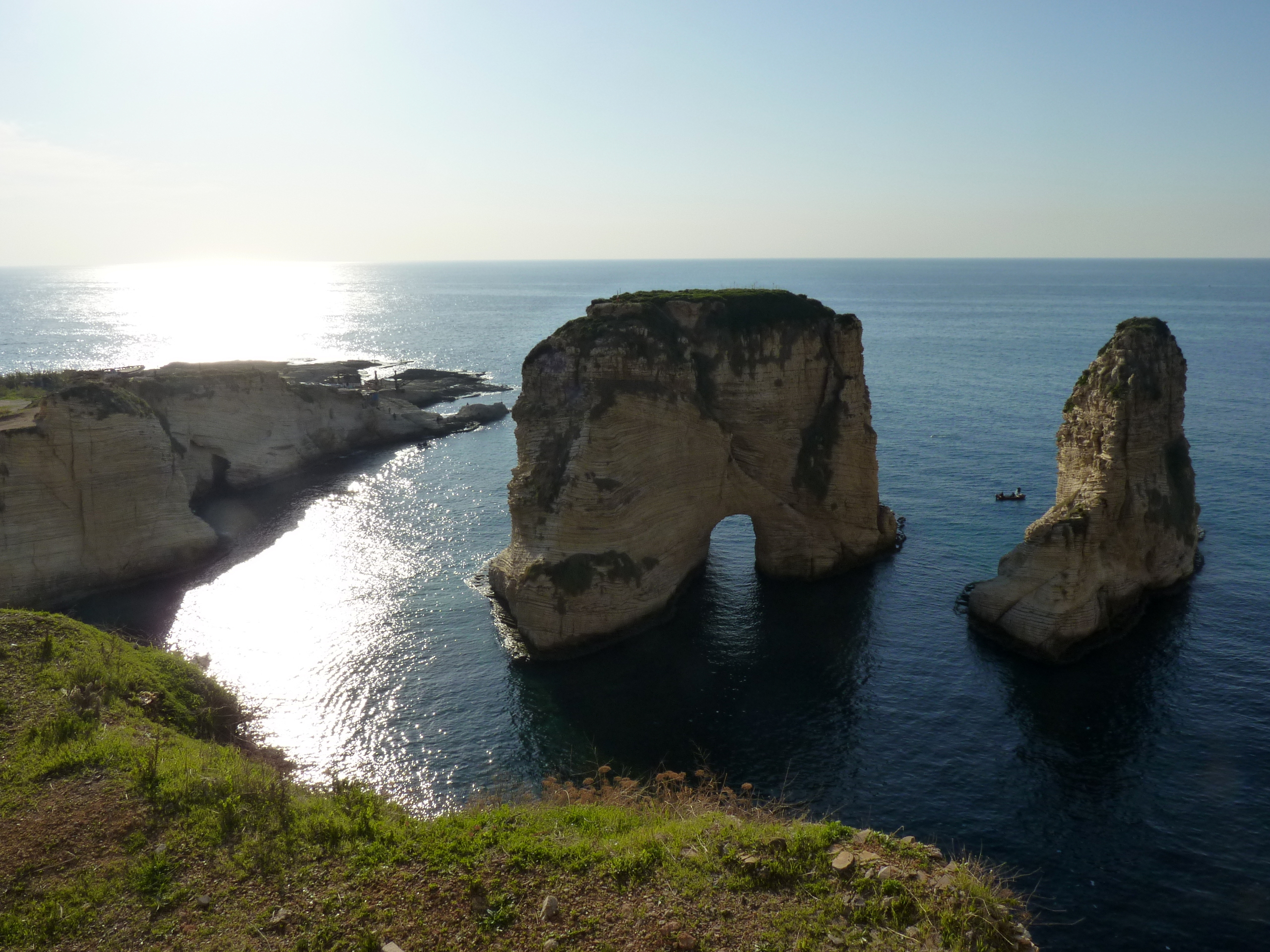
Vista de la costa libanesa

Básicamente el relieve libanés, bastante montañoso, puede dividirse en tres grandes unidades estructurales, que se suceden de oeste a este; primero, una franja costera bastante estrecha, donde se asientan los núcleos de población caliza con altitud máxima superior a los 3000 m sobre el nivel del mar; en segundo lugar, la depresión sinclinal de la Bekaa; y finalmente, la cordillera del Antilíbano, que constituye el límite natural con Siria. En la franja costera se escalonan una serie de terrazas formadas en el Pleistoceno que se elevan hasta 100 metros sobre el nivel del mar. La cordillera del Líbano, más elevada en el norte que en el sur, alcanza su altitud máxima, y la de todo el país, en el Kurnat as-Sauda (3088 m). El Antilíbano, más al este, se levanta hasta los 2814 m s.n.m. en su prolongación meridional. En ambas cordilleras predominan las calizas mesozoicas del Jurásico y del Cretácico, ya que formaban un sistema único que fue dividido en dos por el proceso de formación del Valle del Gran Rift. La parte hundida corresponde a la depresión de la Bekaa, y se extiende entre los 800 y los 1200 metros de altitud.

### Clima
El clima del Líbano está influido por dos factores: el relieve y la proximidad o lejanía del mar. Se distinguen, por tanto, un clima costero, bastante árido y templado, de caracteres netamente mediterráneos, uno de montaña y uno árido y seco, más al este. En la capital, Beirut, la pluviosidad anual oscila entre 800 y 900 mm, y los promedios de temperatura de enero y agosto son de 14,4 °C y 25,6 °C, respectivamente, y en la vertiente occidental de la cordillera del Líbano se alcanzan los 2000 mm anuales. La fosa sinclinal es mucho más seca, con menos de 400 mm de lluvias al año. El litoral tiene un clima mediterráneo con inviernos suaves y veranos largos y cálidos. En Beirut la temperatura oscila entre 23° y 32 °C en agosto y 11° y 17 °C en enero. En la montaña los inviernos son fríos, con frecuentes heladas.

### Vegetación e hidrografía

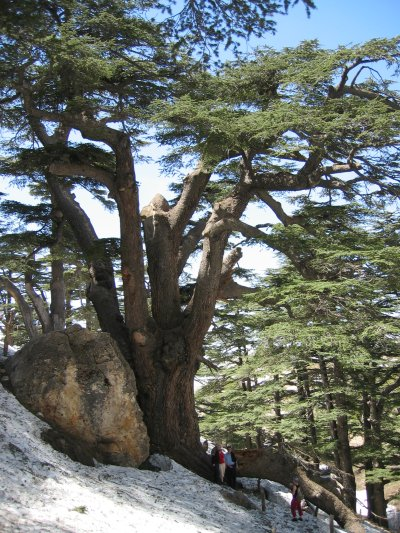
Cedro libanés en el bosque de los cedros de Dios.

El bosque cubre el 13.4 % de las tierras del país (véase el anexo Países por superficie forestal). La vegetación es típicamente desértica en la franja costera y también, en general, en las regiones poco elevadas; según el tipo de suelo predomina la maquia o la garriga. Los abetos y los cedros se encuentran en algunos parajes de montaña situados entre los 1200 y los 2000 m, con hayas, abetos y cedros en los montes del norte; frondosos bosques de pinos y encinas cubren las vertientes de los montes meridionales.
Según el Fondo Mundial para la Naturaleza (WWF), el territorio del Líbano se reparte entre dos ecorregiones de bosque mediterráneo en función de la altitud: el bosque del Mediterráneo oriental en las zonas bajas y el bosque montano de Anatolia meridional en las más elevadas.
Con respecto a la hidrografía, los ríos, en general, tienen régimen torrencial; los dos más importantes del país, el Leontes Litani y el Orontes Assi, tienen aguas perennes y bastante caudal.

## Economía

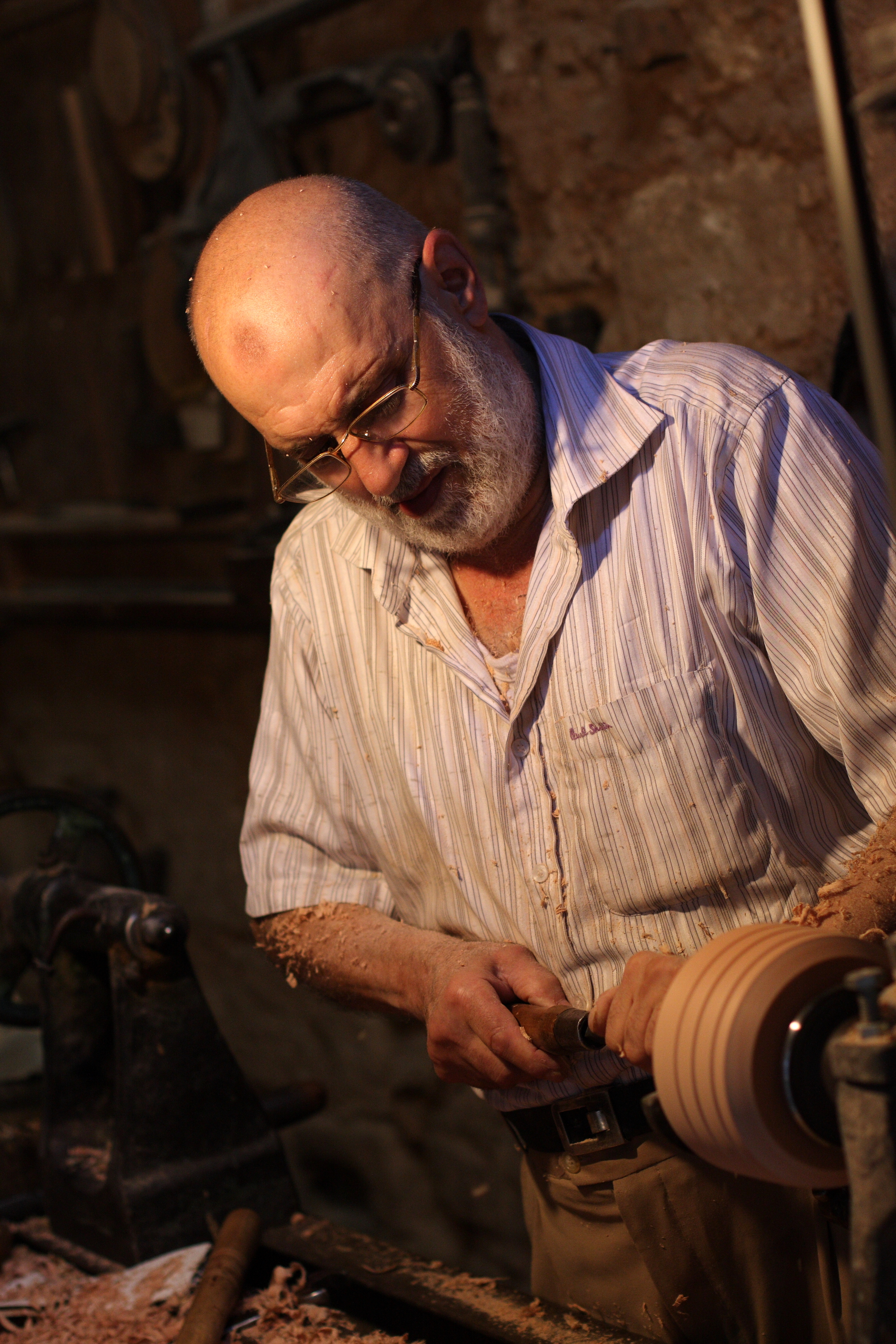
Artesano libanés en la ciudad de Trípoli.

La agricultura es de tipo mediterráneo —viñas, olivos, trigo, cebada, frutas, hortalizas, remolacha y tabaco— y supone el 12 % de su producto interior bruto (PIB). La ganadería y la pesca tienen poco peso y se han reducido los valiosos bosques de cedro. Posee industria textil y refinerías de petróleo. El sector servicios, con el comercio como principal actividad, genera el 67 % del PIB. La balanza comercial es muy deficitaria debido a los bajos recursos y la abultada deuda externa. En junio de 2009 se informa que el nuevo gobierno del Líbano deberá hacer frente a su abultada deuda externa. Sin embargo, el Líbano tiene una alta proporción de mano de obra cualificada, similar a la europea, lo que la convierte en la más alta entre los países árabes. La capital del país fue muy perjudicada por la guerra civil de 1975-1990. Considerada en su momento como centro financiero en la región, actualmente sufre un gran proceso de reconstrucción y recibe gran cantidad de ayuda externa.
La crisis económica vivida por el país desde el año 2019 ha aumentado la pobreza entre los libaneses. Según un informe de Naciones Unidas, antes de la crisis el 30 % de los nacionales libaneses vivían bajo el umbral de la pobreza, cifras que aumentaron hasta el 78% en el año 2021.
De acuerdo con datos del Foro Económico Mundial, en 2019 Líbano figuró en el puesto 88 de 114 del índice de Competitividad Global, el cual se sustenta de 12 pilares, entre los que destacan  instituciones, infraestructura y la adopción de tecnologías de comunicación e información. 

### Agricultura
La agricultura es el sector económico menos popular atrayendo solo el 12 % de la mano de obra total, contribuye en una pequeña parte del PIB del país.
Líbano se encuentra en una posición favorable para la agricultura en comparación con sus vecinos en cuanto a disponibilidad de agua y fertilidad de la tierra. De hecho, el Líbano tiene la mayor proporción de tierra cultivable de todos los países árabes,[cita requerida] lo que permite una gran variedad de cultivos. Los principales son las frutas y hortalizas, el tabaco, el olivo y el trigo.

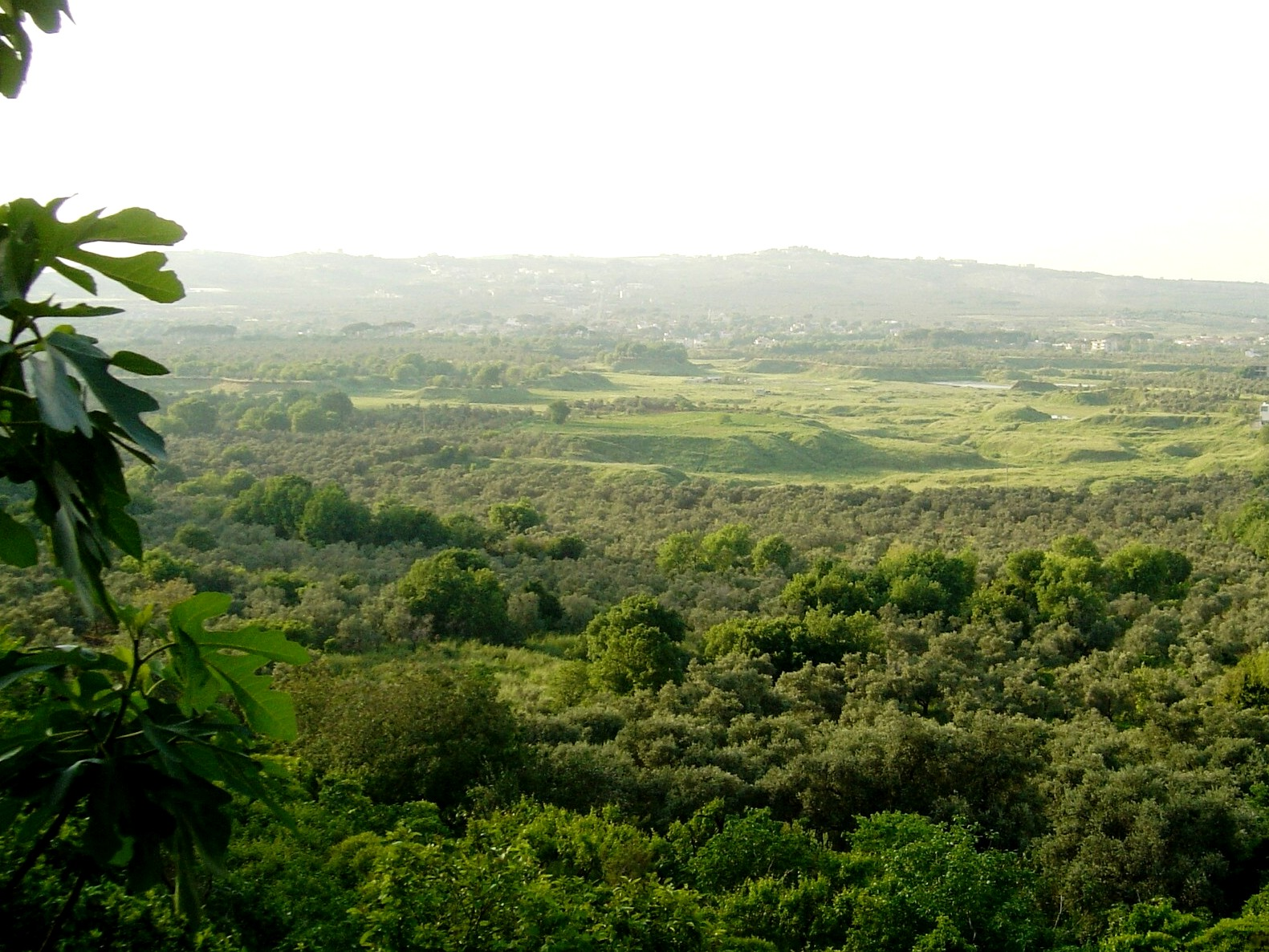
Campos de olivo en el Líbano

En la década de 1970, la agricultura aportaba aproximadamente el 30 % del PIB del Líbano, en 2017 solo aportaba el 5,7 % (o unos 2.500 millones de dólares), la producción agrícola incluso disminuyó un 12 % entre 1970 y 2008, mientras que la de la Unión Europea en el mismo periodo aumentó un 562 %). Este declive es probablemente atribuible a la guerra civil libanesa durante el periodo 1975-1990 y a la falta de competitividad de la agricultura del país, debido a la falta de financiación suficiente por parte del Estado (la agricultura recibe menos del 1 % del presupuesto nacional en 2015).
La agricultura en el Líbano se remonta a la época fenicia y las primeras actividades comerciales tuvieron lugar en el Mediterráneo oriental. La tradición vinícola, con cinco mil años de historia en la región, era una habilidad reconocida para sus antiguos habitantes. Los fenicios cultivaban viñedos, producían vino y exportaban una importante cantidad de producto a países vecinos como Egipto, Grecia y Asiria. Aunque la actividad comercial era activa durante este periodo, la agricultura no era su principal fuente de riqueza, ya que la mayor parte de la tierra no era cultivable; por lo tanto, se concentraron en el comercio. Sin embargo, criaban ovejas y vendían su lana.
Durante la dominación árabe en la Edad Media, el país experimentó un auge económico durante el cual los puertos libaneses de Tiro y Trípoli se dedicaron al transporte de productos industriales y agrícolas. Los productos libaneses eran solicitados no sólo en los países árabes, sino también en toda la cuenca mediterránea. Este periodo de crecimiento económico se vio oprimido más tarde con la llegada de la dominación otomana y los pesados impuestos que gravaban la producción libanesa.

### Industria
Este país proximooriental carece de las materias primas naturales y depende de los países árabes para obtener petróleo y el establecimiento de industrias productivas rentables, por lo que el foco de la fabricación del Líbano y la reinstalación de los productos importados.
En 2004 el sector industrial fue del 26 % de la fuerza de trabajo y ha contribuido al 21 % del PIB. De las industrias más importantes: la industria de alimentos, textiles, productos químicos, cemento, productos de madera, metal, joyería, refino de petróleo, y hay otros recursos naturales como la piedra caliza, mineral de hierro y sal.

### Turismo

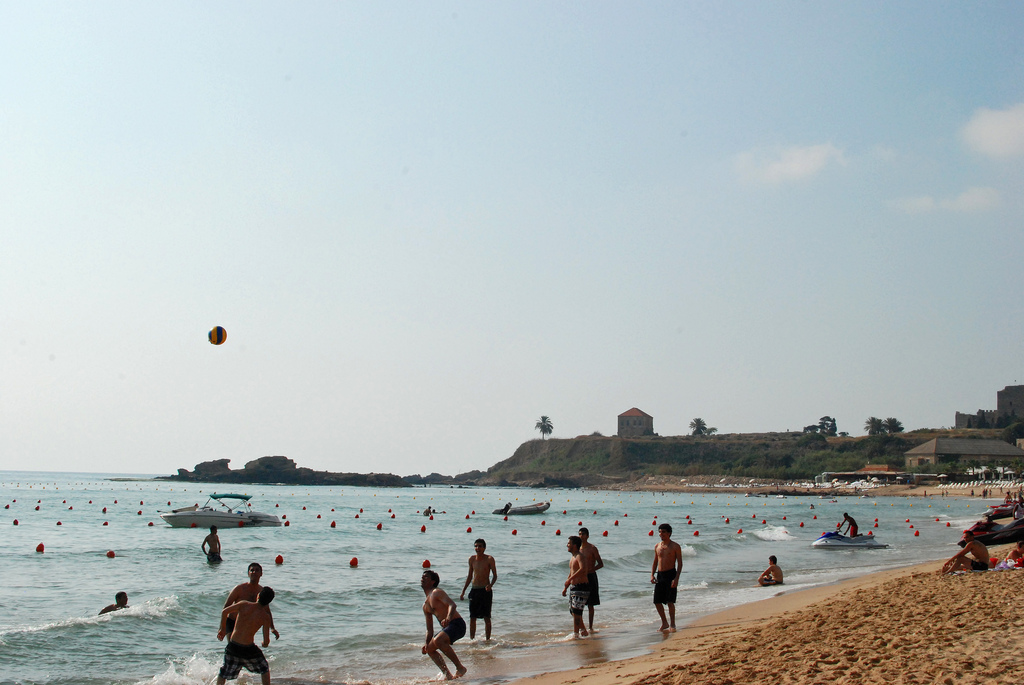
Playa en Biblos

La industria del turismo representa alrededor del 10 % del PIB. Líbano consiguió atraer alrededor de 1.333.000 turistas en 2008, situándose así en el puesto 79 de 191 países.[cita requerida] En 2009, The New York Times clasificó a Beirut como el primer destino turístico del mundo debido a su vida nocturna y hospitalidad.[cita requerida] En enero de 2010, el Ministerio de Turismo anunció que 1.851.081 turistas habían visitado Líbano en 2009, un 39 % más que en 2008.[cita requerida] En 2009, Líbano acogió el mayor número de turistas hasta la fecha, eclipsando el récord anterior del país establecido antes de la guerra civil. Las llegadas turísticas llegaron a dos millones en 2010, pero cayeron un 37 % durante los primeros diez meses de 2012, una disminución causada por la guerra en la vecina Siria.[cita requerida] Los tres países de origen más populares de turistas extranjeros al Líbano son Arabia Saudita, Jordania y Japón.[cita requerida] La reciente afluencia de turistas japoneses ha causado el reciente aumento de la popularidad de la gastronomía japonesa en el Líbano.                                                                                                                                                                                                                                       

Entre los principales lugares turísticos se encuentra Anjar, antigua ciudad omeya, la única del actual Líbano, declarada Patrimonio de la Humanidad por la Unesco. También Baalbek, antigua ciudad fenicia, está inscrita en la lista del Patrimonio Mundial por sus ruinas romanas. En Batrún destaca el castillo de los cruzados, lasmurallas de época fenicia y el anfiteatro e hipódromo romanos. En Biblos, una auténtica «joya» arqueológica y turística, destacan la «muralla primitiva», los cimientos del templo de al-Shaped y las nueve tumbas reales. Otros lugares turísticos son:

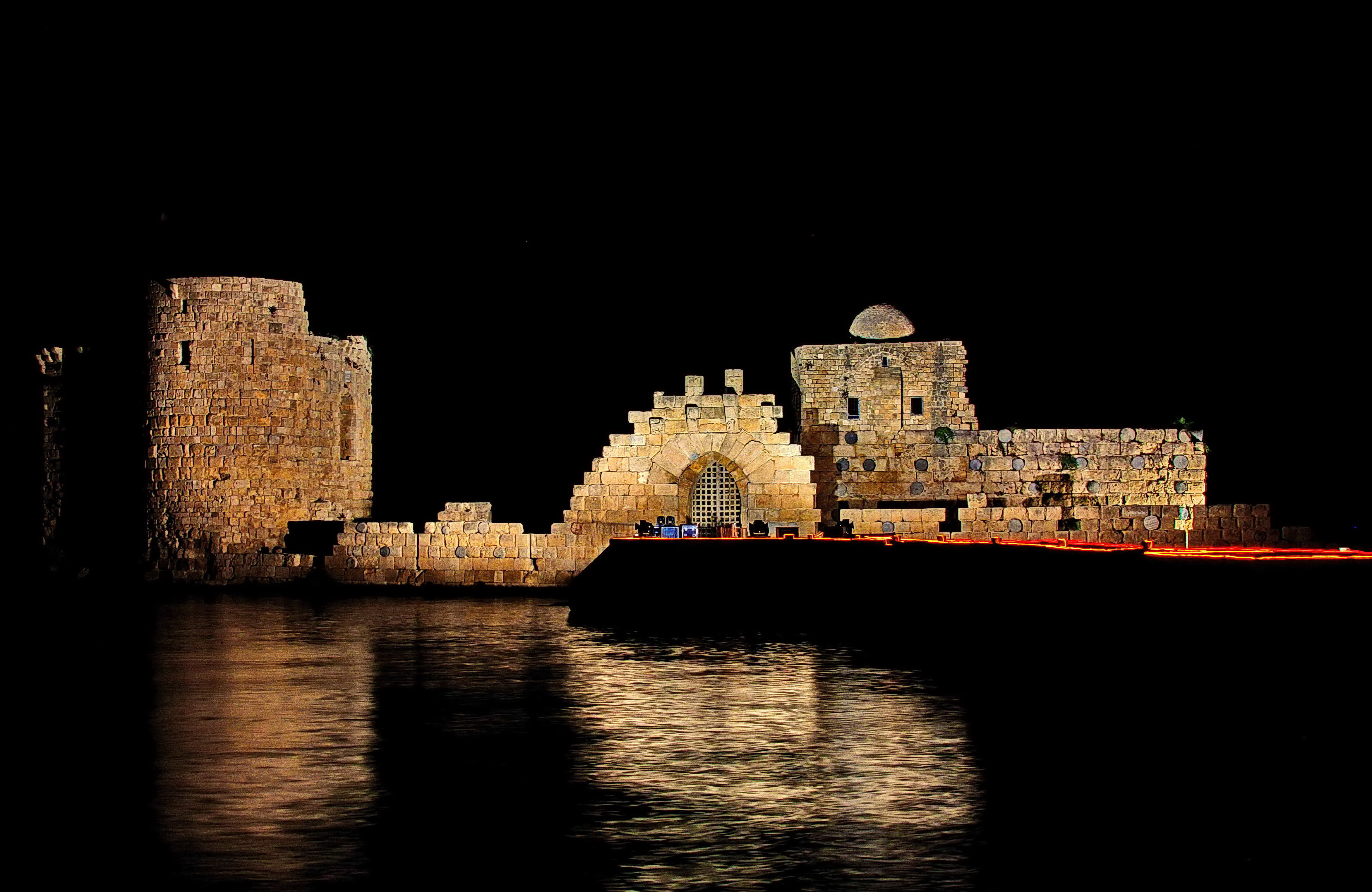
Castillo de Sidón construido por los cruzados en el 1228

- Bcharré: ciudad situada en las montañas, a 1.400 m de altitud, al borde del valle del Kadisha. Está cerca del bosque de cedros milenarios del Líbano. En Bcharré se puede esquiar en las altas montañas nevadas y practicar esquí de fondo en los senderos boscosos, así como parapente en verano. Es la ciudad natal de Yibrán Jalil Yibrán y en ella se encuentra el Museo Yibrán en donde se expone cuadros (originales) del artista. También se puede ver su tumba y una tumba fenicia cercana. De camino a la estación de esquí de Cedros, puede pasar por la cueva Kadisha y admirar la abundancia de agua de la zona.
- Beaufort: antiguo castillo cruzado construido sobre un «nido de águilas» en el sur del Líbano.
- Bechouate: lugar de peregrinación interreligiosa desde agosto de 200440.
- Beiteddine: palacio (finales del siglo XVIII), residencia de verano del Presidente de la República Libanesa, museos y jardines, que pueden visitarse en cualquier momento.
- Beirut : Las cinco columnas romanas, las termas romanas y los baños públicos, los mosaicos bizantinos ahora expuestos en el Museo Nacional de Beirut, el Gran Serail, el Hospital Militar Otomano, la Torre del Reloj, la Mezquita de Omar (conocida primero como Catedral de San Juan), Zawiyat ibn al-Arraq (1517), mezquita del emir Assaf (en), mezquita del emir Mounzer (en), catedral ortodoxa griega de San Jorge (1867), Gemmayze (famosa por su vida nocturna, cientos de pubs).

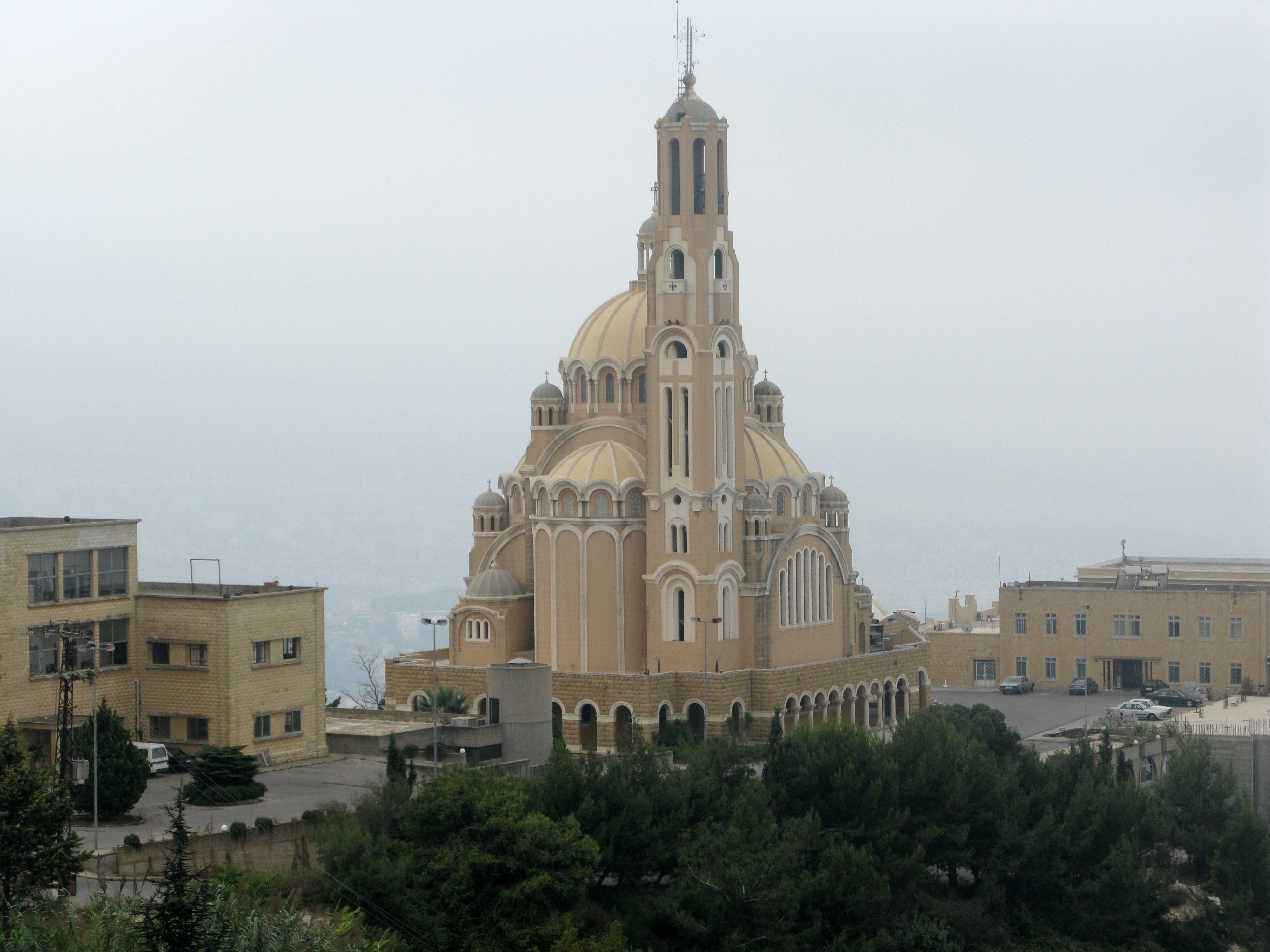
La Basílica de San Pablo en Harissa fue visitada por el Papa Benedicto XVI en 2012

- Deir-el-Qamar: antigua capital del emirato del Monte Líbano, el pueblo ha conservado un notable aspecto pintoresco, con típicas casas de piedra. El pueblo está clasificado como monumento histórico desde 1945.
- Harissa (Jounieh): lugar de peregrinación cristiano. Enorme estatua de Nuestra Señora del Líbano o La Virgen del Líbano, 1904, cerca de una capilla y una catedral, teleférico.

- Hermel: en el norte del Líbano, a orillas del Orontes. Actividades deportivas de alta montaña.
- Jeita : extraordinarias cuevas de 650 metros de longitud, en dos niveles.
- Jezzine : ciudad del sur del Líbano. Antiguo granero de los fenicios que escondieron sus tesoros durante las guerras, Jezzine es hoy el centro administrativo y político de una caza que se extiende sobre un terreno arbolado. Impresionante cascada y artesanía local (cuchillería).
- Mzaar Kfardebian: uno de los pueblos más grandes del Líbano. Se extiende desde los 600 m sobre el nivel del mar hasta los 2.850 m y alberga las ruinas de Fakra, una de las mayores pistas de esquí del mundo (Mzaar). Los manantiales de agua y el arroyo Salib nos transportan a la antigua vida libanesa.
- Marjayoun: antiguo castillo cruzado, la Fortaleza Beaufort.

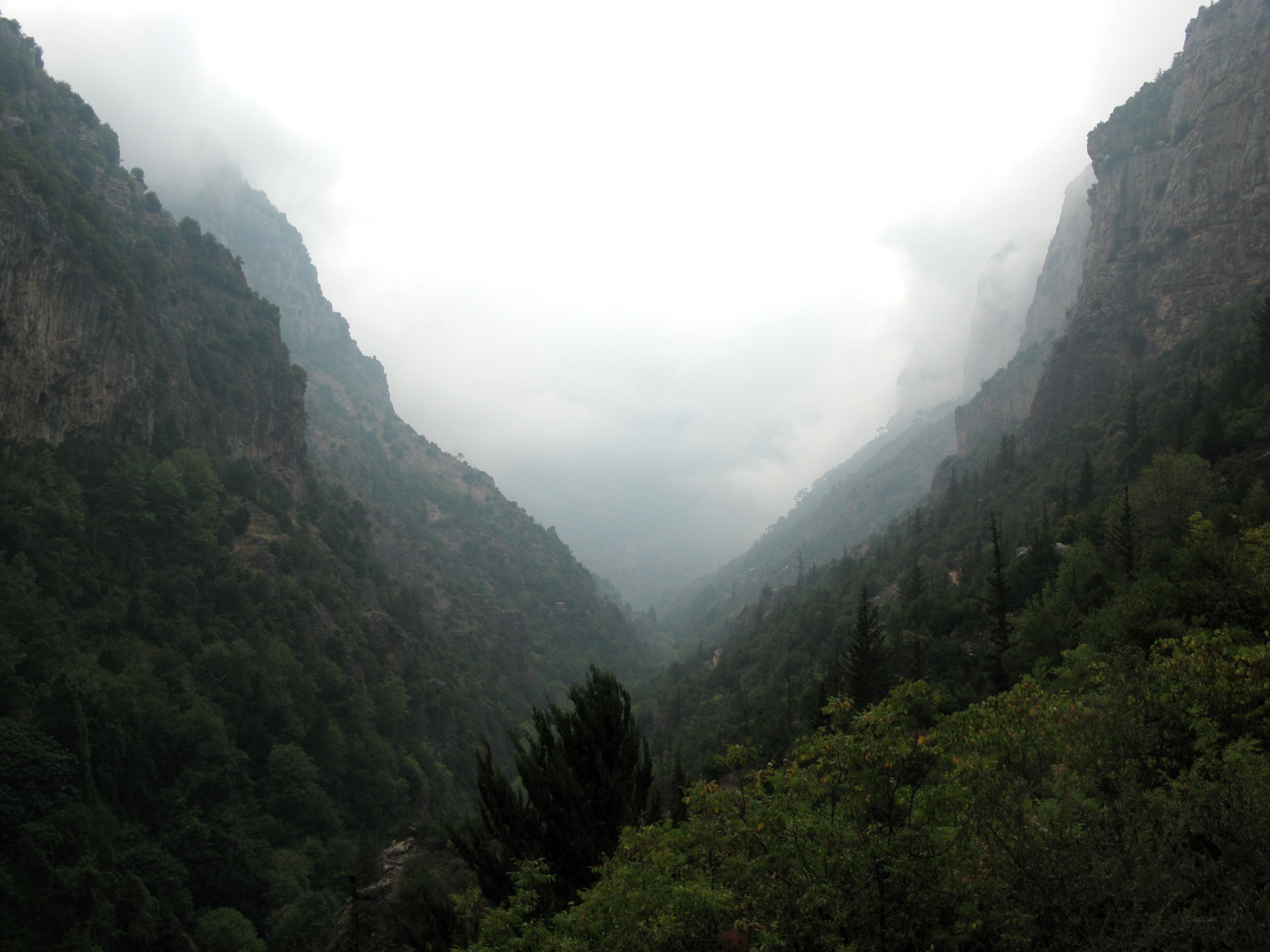
Vista del Valle de Kadisha en el Líbano

- Vista del Valle de Kadisha en el LíbanoSidón (Saida): una de las ciudades-estado más famosas de Fenicia. Su historia se remonta a más de 4.000 años antes de Cristo. Templo de Eshmoun (siglo VI a. C.), la ciudad medieval, el Khan el-Franj, el Castillo del Mar, el Castillo de San Luis.
- Vista panorámica de Zahlé, en Líbano, vista desde uadi Al Aarayesh.
- Tannourine: una región llena de verdor y montañas con un clima frío en el norte del Líbano.
- Tibnine: gran castillo, el Toron des Chevaliers, principal base de la FINUL en el sur del Líbano.
- Trípoli: La ciudadela de San Gil, la iglesia de San Juan, la Gran Mezquita (1294), la mezquita de Taynal (en) (1336), la mezquita de Al-Mualaq (mediados del siglo XVI), la mezquita madrasa de Burtasiyat (siglo XIV), el hammam izz ed-Dine (1298) en restauración, el hammam el-Abed (siglo XVII), el hammam al-Yadid o «baño nuevo» (1740), el zoco al-haraj (siglo XIV), la Torre del León construida en el siglo XV y la citadela.
- Tiro: antigua ciudad-estado fenicia fundada según Heródoto en 2750 a. C. Declarado Patrimonio de la Humanidad por la UNESCO. Antiguo puerto fenicio, calzadas romanas y bizantinas, necrópolis, hipódromos romanos, acueductos romanos, murallas.
- Valle de Kadisha: el «Valle Sagrado», declarado Patrimonio de la Humanidad por la UNESCO, es uno de los principales enclaves del cristianismo oriental. Este lugar tan accidentado está cubierto de monasterios, algunos de los cuales datan de los primeros tiempos del cristianismo.
- Zahle: capital de la Bekaa y probablemente la mayor ciudad cristiana de Oriente Próximo. Famosa por su gastronomía (sus mezze). Restaurantes a orillas del río Nahr el-Berdawni. Estatua de la Virgen con vista panorámica de la llanura de la Bekaa.

### Servicios
La mayoría de los sectores económicos más importantes del Líbano son del sector de servicios y en determinados sectores del turismo y los bancos. Su régimen capitalista y la ley de secreto bancario en el lugar atrajo el capital de muchos. Y la naturaleza de las atracciones del país y las actividades turísticas y culturales lo convierten en un imán para los turistas y de destino especial para los turistas desde el golfo Pérsico, incluso durante las crisis. 65 % de la fuerza laboral trabaja en el sector de servicios, este sector contribuye al 67,3 % del PIB. Afectado a la economía libanesa, duramente afectados por la guerra civil que terminó en 1990. La economía ha mejorado rápidamente, en el año 2006, registró activos de los bancos más de 75 000 millones de dólares también registró aumento de turistas al 49,3 % en comparación con 2005, alcanzando el valor de invertir en el mercado hasta el 10,9 %, pero el ataque del año julio de 2006 destruyó la economía del Líbano, en particular el sector del turismo, pero que el turismo volvió a niveles altos desde el verano de 2007.

### Transportes

#### Aeropuertos

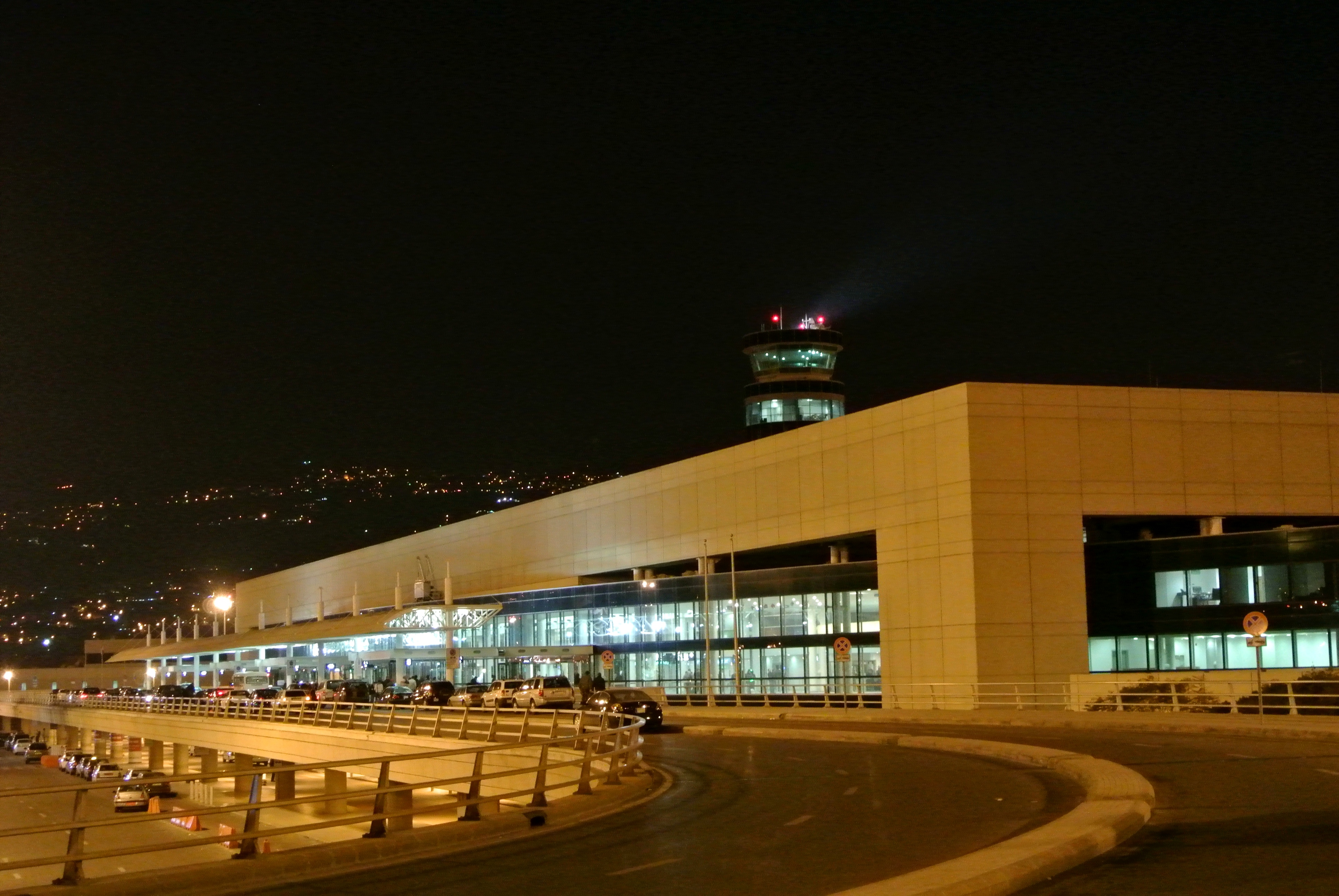
Aeropuerto Internacional Rafic Hariri

El aeropuerto Rafic Hariri, (anteriormente conocido como Aeropuerto Internacional de Beirut) es el único comercial existente en el país, es junto al puerto de Beirut las principales puertas de entrada al Líbano, posee diversas conexiones a Europa, África y Asia. Es el eje central de la línea aérea nacional del Líbano, Middle East Airlines (MEA). El Aeropuerto es moderno y atiende la demanda de grandes empresas del mundo, sirve de escala para los vuelos que vienen del occidente y van hacia el Medio Oriente o Extremo Oriente, por él transitan 4,085,334 aproximadamente según un censo realizado en el 2008. El Líbano posee pocos aeropuertos, siendo que algunos de ellos son bases aéreas militares

#### Puertos
Los puertos de Beirut y Trípoli son las principales entradas marítimas del país proximooriental. En el 2009 inauguró un moderno puerto tipo bahía en la ciudad de Joünié, cercana a Beirut, principalmente para abarcar cruceros turísticos. Anteriormente el Puerto de Beirut era un centro obligatorio para las líneas marítimas que servían el Mediterráneo Oriental.

#### Carreteras
Existe un total de 6300 km de carreteras en el Líbano. En Beirut, Joünié y principales ciudades del país existen autopistas y avenidas amplias y pavimentadas, sin embargo en pueblos montañosos más distantes de la capital existen fallas en el estado del asfaltado de las carreteras.

#### Ferroviarias
La primera línea ferroviaria fue construida en 1895, cuando el país pertenecía al Imperio otomano, estableció una conexión entre Beirut y Damasco. En 1906 se construyó una segunda línea, que iba desde Riayk hasta Alepo. La línea ferroviaria se destruyó durante la guerra civil libanesa, el último viaje en tren se realizó en 1977. Desde el final de la guerra civil se quiere recuperar la red ferroviaria, pero hasta ahora nada se ha hecho.

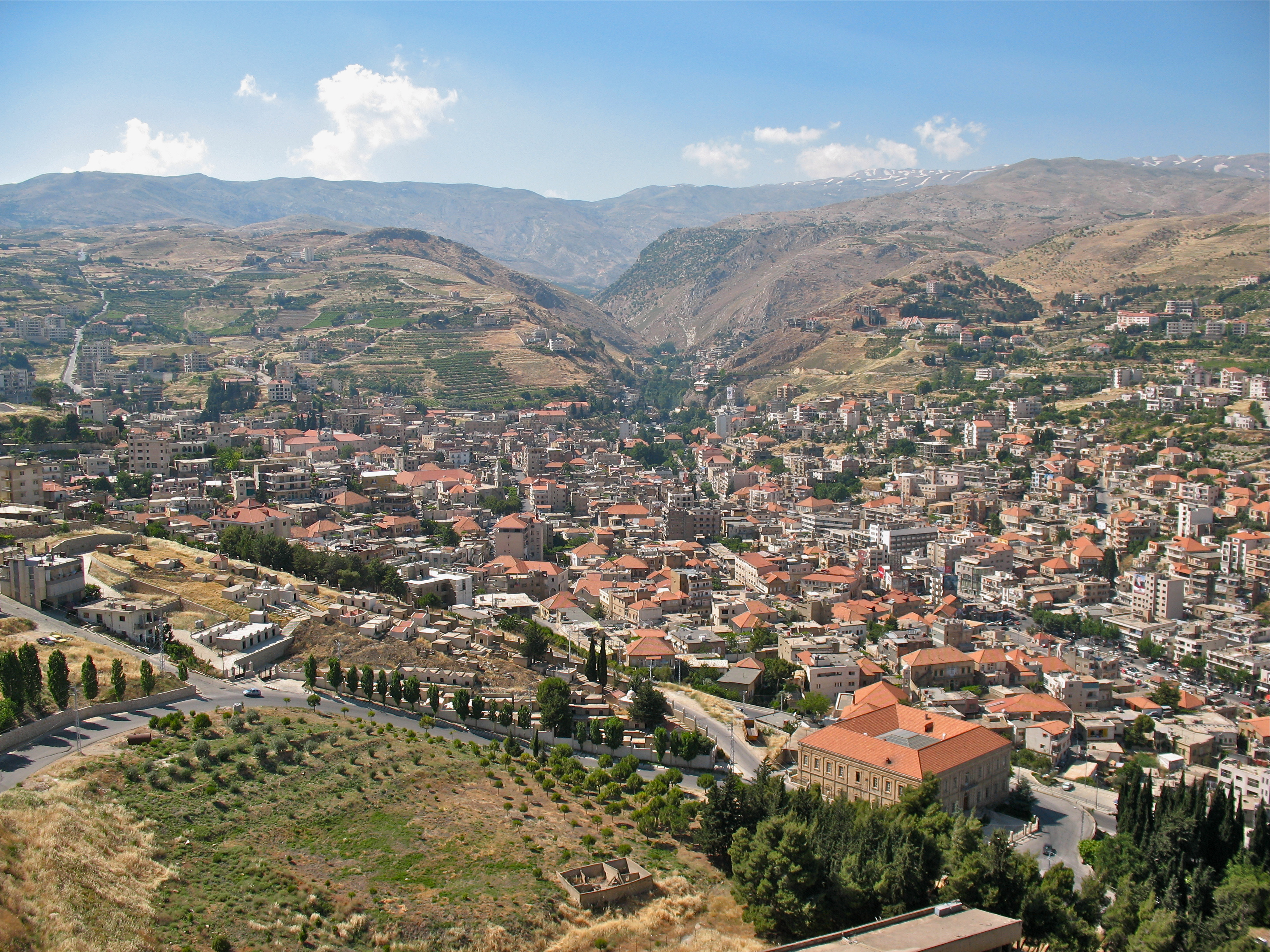
Vista de Zahlé una ciudad de mayoría cristiana en el Líbano

## Demografía
La población de Líbano en 2024 llegó aproximadamente 5.81 millones de habitantes. 

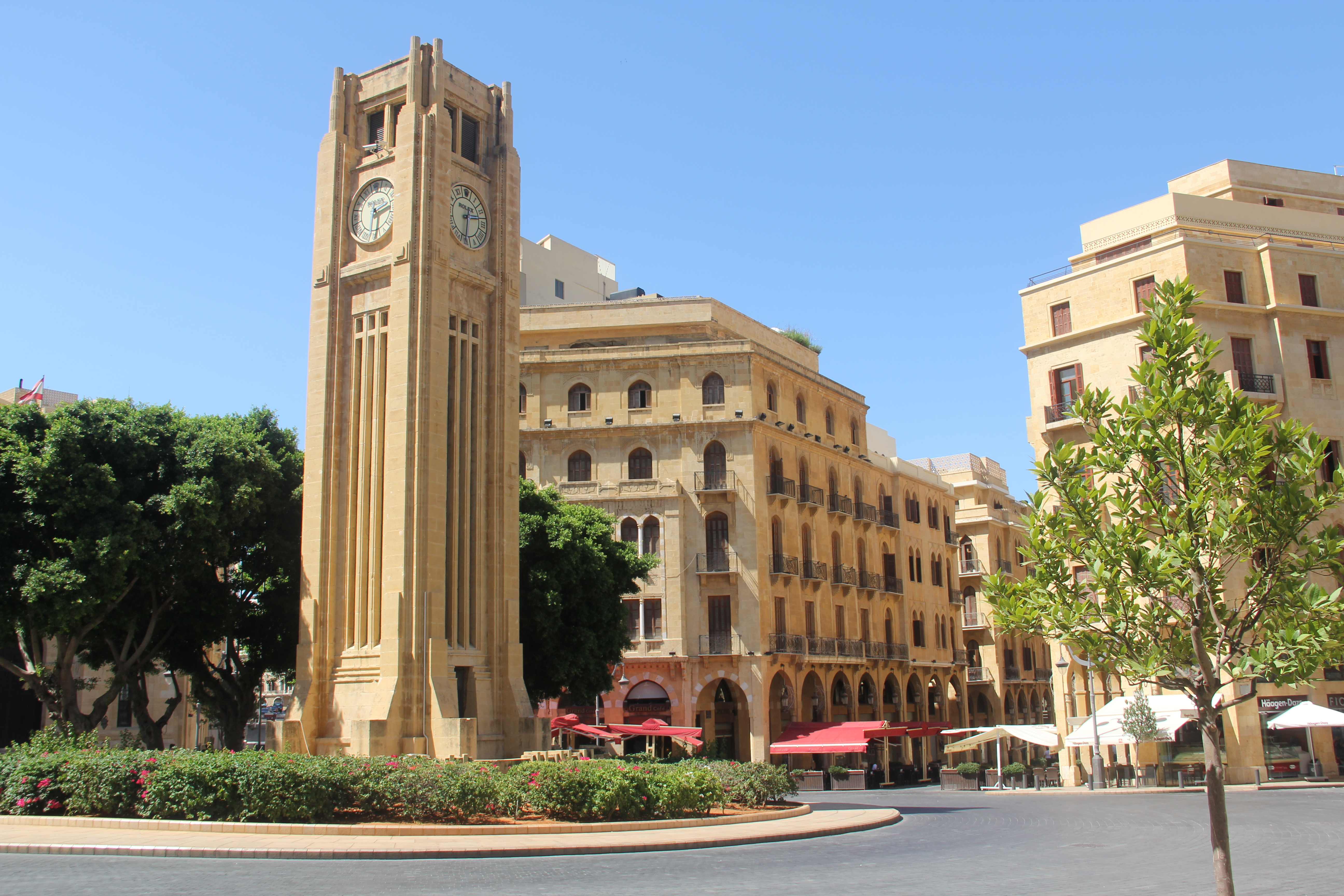
Beirut, capital y ciudad más poblada del Líbano.

El Líbano ha sido tierra de acogida de minorías perseguidas como los armenios (4 %) y los palestinos (9,5 %), asentados estos últimos en campamentos de refugiados. Tras el inicio de la guerra civil siria, Líbano fue uno de los países que mayor población de refugiados absorbió, aumentando el porcentaje de población musulmana en el país. Según el gobierno libanés, en torno a 1.500.000 de sirios viven actualmente en el Líbano. Según datos suministrados por el Ministerio de Salud Pública de Líbano, ACNUR, la Agencia de la ONU para los Refugiados, y el Lebanese Palestinian Dialogue Committee, Líbano acogía a 995.512 refugiados sirios oficialmente registrados en enero de 2018, a los que habría que añadir alrededor de 400.000 refugiados sirios no registrados. Estas cifras no incluyen a los 174.422 refugiados palestinos residentes en campos de refugiados y su entorno, según el censo de población de mediados de 2017. Hay además unos 40.000 refugiados palestinos procedentes de Siria. Según esas cifras, la población total de Líbano a finales de 2017 se estimaba a 6,05 millones de personas.
El 90,1% de los libaneses se concentra entre las ciudades costeras. En Beirut vive más de un millón y medio de personas. Actualmente, la mayoría de los libaneses viven fuera de su país.

### Emigración
Millones de personas de origen libanés se extienden por todo el mundo: más de 1 800 000 personas emigraron del país en el período 1975-2011, en su mayoría cristianos,y lo hicieron especialmente en Iberoamérica. Brasil es el país que tiene la mayor población de expatriados libaneses en el mundo, seguido de otros países iberoamericanos como El Salvador, Honduras, Argentina, Colombia, México, Venezuela, Costa Rica, República Dominicana, Ecuador, Paraguay entre otros.Países como Ecuador también tienen una importante población y tuvo dos expresidentes de origen libanés Abdalá Bucaram y Jamil Mahuad, la Miss Ecuador Constanza Báez Jalil, y el exvicepresidente Alberto Dahik. República Dominicana también tuvo dos presidentes de origen libanés, Jacobo Majluta y el actual presidente Luis Abinader, entre otras personalidades en el país. Entre los argentinos de origen libanés se destacan el actor Ricardo Darín y la empresaria textil y ex primera dama Juliana Awada. Colombia también tuvo un expresidente de origen libanés Julio César Turbay y una cantante con ascendencia libanesa, la cantante Shakira. Entre los mexicanos célebres de origen libanés están el multimillonario Carlos Slim, el actor y cantante mexicano Antonio Badú, la actriz y directora de cine Salma Hayek y el actor Mauricio Férez Yázbek, conocido como Mauricio Garcés.
Un gran número de libaneses emigraron a África occidental, especialmente en Costa de Marfil (donde viven más de 100 000 libaneses) y Senegal (con unos 30 000 libaneses), con lo que forman parte de esa misma diáspora.

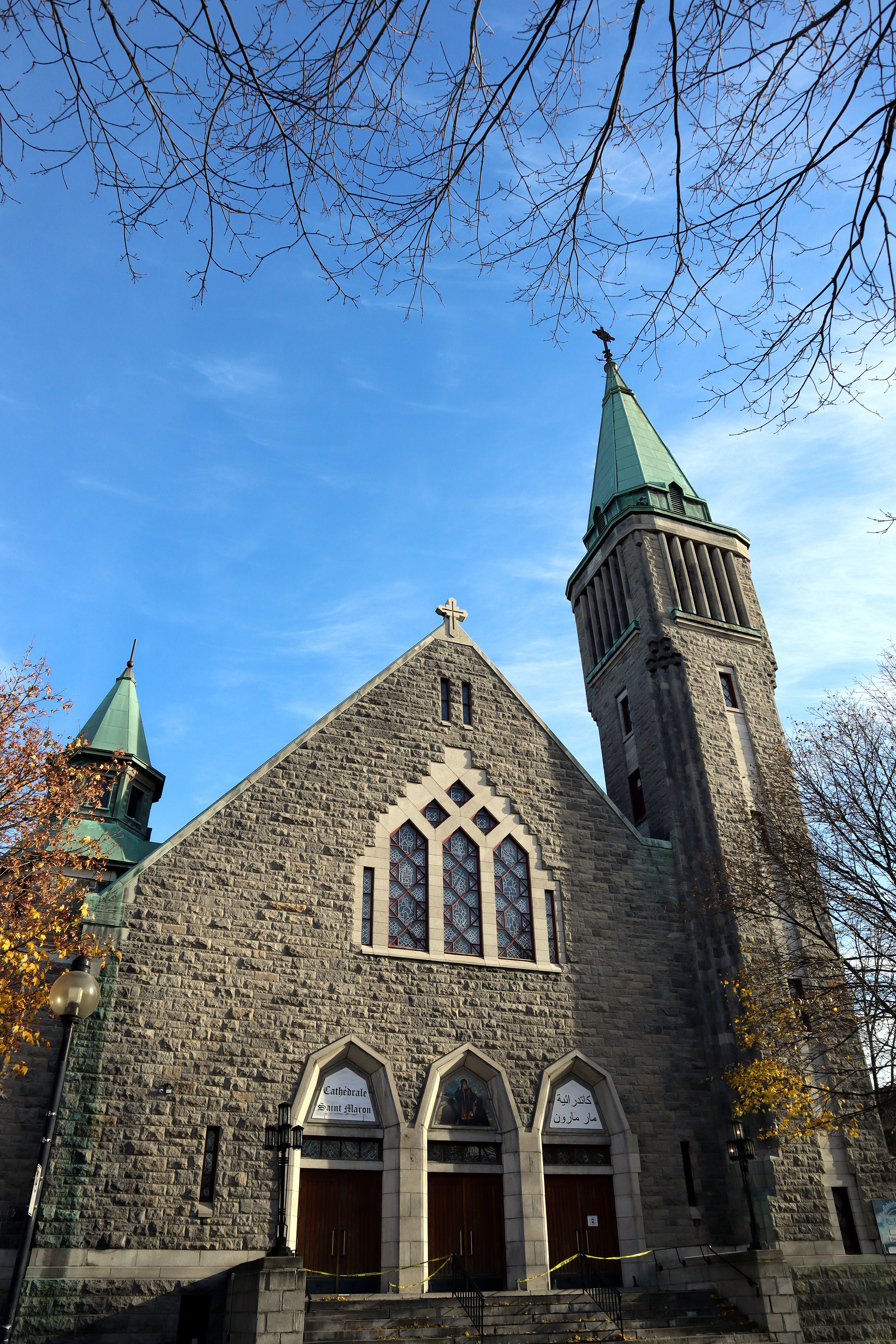
La Catedral de San Marón construida por inmigrantes libaneses en Montreal, Quebec, Canadá.

Algunos países angloparlantes tienen entre sus ciudadanos y minorías a la libanesa como una de las más numerosas; en ese caso se destaca Australia, en donde, según estimaciones de 1999, vivían más de 270 000 libaneses. En Canadá, también hay una gran diáspora libanesa, con aproximadamente entre 250 000 y 700 000 personas de ascendencia libanesa.  
Algunos países francófonos como Francia tienen más de 250 000 ciudadanos libaneses. Quebec, la provincia francófona del Canadá, acoge a la mayor comunidad de libaneses dentro de los límites de Canadá, y en Bélgica y Suiza hay 7 000 y 5 800 libaneses respectivamente. 
Otra región con una diáspora significativa son los países del Golfo, donde Baréin, Kuwait, Omán, Catar (alrededor de 25.000 personas), Arabia Saudita y los Emiratos Árabes Unidos actúan como países anfitriones de muchos libaneses. Actualmente residen en Arabia Saudita 269 000 ciudadanos libaneses. Alrededor de un tercio de la fuerza laboral libanesa, cerca de 350 000 personas, vive en países del Golfo, según algunas fuentes. 
Independientemente de su fe, los libaneses en el extranjero son más conscientes de los vínculos que los unen y de su identidad común. La diáspora, activa e influyente, mantiene vínculos privilegiados con sus orígenes inyectando dinero y conocimientos, y está ávida de cultura libanesa. 

### Idiomas
Más allá de las diferencias ligadas a la importancia institucional y política de las distintas comunidades libanesas, se puede identificar como rasgo estructurante común la lengua árabe, y, para muchos libaneses, la lengua francesa. El artículo 11 de la Constitución del Líbano afirma que «el árabe es el idioma oficial del país. Una ley determina los casos en los que se usará el francés». La mayoría de los libaneses emplea el dialecto libanés del árabe, conocido como árabe libanés, mientras que el árabe estándar moderno se utiliza sobre todo en la prensa y los medios de difusión oficiales. Asimismo, muchos libaneses hablan con fluidez el francés, que es la lengua de la cultura y la comunicación. El inglés ya se ha convertido en la lengua más importante y propagada entre los jóvenes. El español también está presente, aunque lo habla menos de 1% de la población, principalmente libaneses que emigraron a países de habla hispana y/o sus descendientes, que han retornado al país. El 4 % de la población habla el armenio porque hay una minoría de ese origen. Gracias a los mercados financieros asentados en el Líbano, la nación se ha caracterizado por ser un país altamente comercial, en donde el conocimiento de varios idiomas extranjeros es habitual en los círculos altos y medios de la población y por ello un 45 % de los libaneses habla francés. Recientes estudios realizados por el gobierno muestran que los bilingües árabe-francés constituyen un 28,9 % de la población. Se puede decir así que el Líbano es un país trilingüe, donde el árabe es la lengua materna y vernácula, el francés es el idioma  cultural y el inglés es la lengua utilizada para las comunicaciones con el exterior.

### Religión
En el Líbano coexisten dos religiones: la cristiana y la musulmana. No existen datos oficiales de una proporción concreta de musulmanes y cristianos. Las fuentes que mencionan este dato son las siguientes: algunas fuentes como Euronews o el diario español La Razón cifran el número de cristianos en un 53% (2012), The New York Times lo cifra en «más del 30%». Según el World Factbook de la CIA, de 2009, un 40% son cristianos, principalmente católicos (católicos maronitas, fundamentalmente, aunque también latinos, melquitas, armenios y caldeos) y ortodoxos. También existen comunidades protestantes, ortodoxos armenios y fieles de la Iglesia asiria del Oriente. Por último, un 6 % son drusos. Extrapolando datos de las elecciones generales de 2018, se obtendría una proporción de 63,6 % de musulmanes (incluyendo drusos), 35,9 % de cristianos y un 0,5 % de judíos y otros.

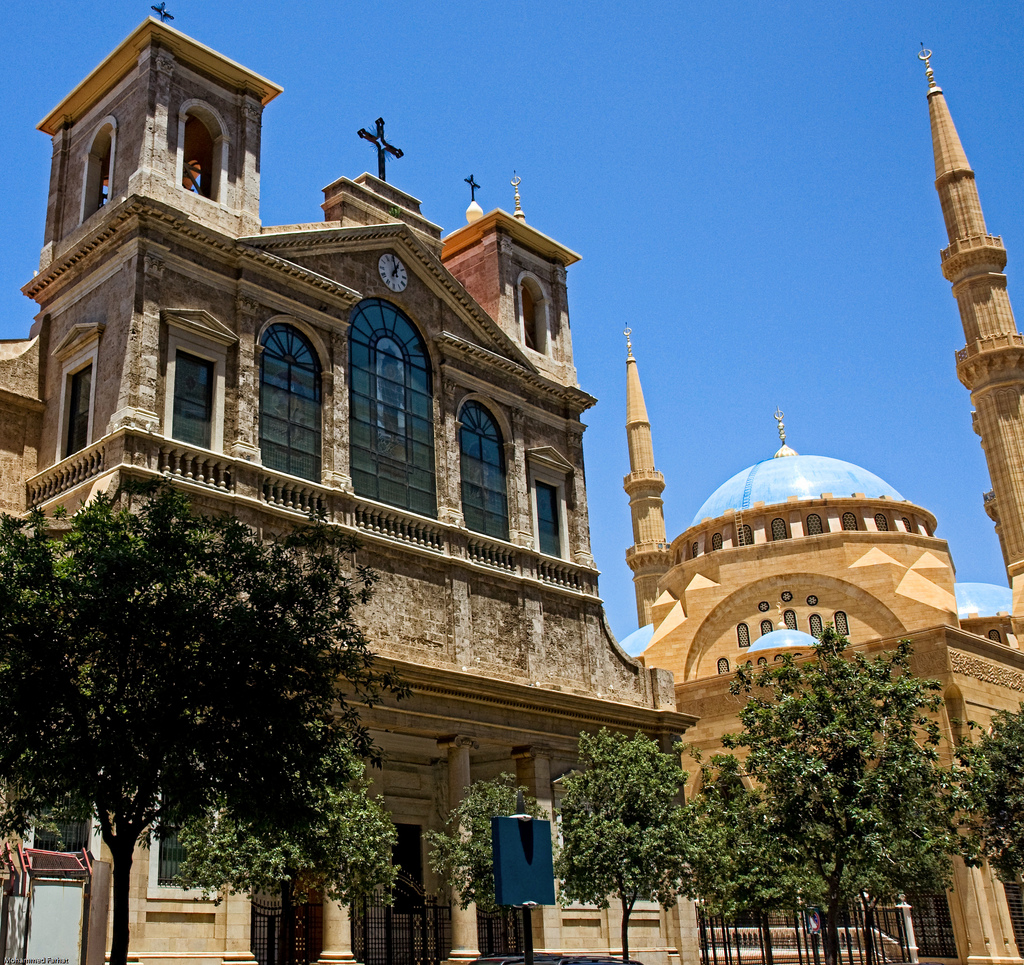
Catedral Católica Maronita de San Jorge, al lado de la Mezquita Mohamed al Amin en Beirut.

El Líbano es el país con mayor diversidad religiosa en Oriente Próximo. Según cifras de 2014, el CIA World Factbook estima lo siguiente: musulmanes 54% (27% sunita, 27% chií), cristianos 40,5% (incluye 21% maronitas católicos, 8% griegos ortodoxos, 5% melquitas católicos, 1% protestantes, 5,5% otros cristianos), drusos 5,6%, además de un número muy pequeño de judíos, bahaíes, budistas, hindúes y mormones. Extrapolando datos de las elecciones generales de 2018, la población libanesa se compondría de un 28,8% de suníes, un 28,4% de chiíes, un 19,5% de católicos maronitas, un 6,9% de ortodoxos griegos, un 5,5% de drusos, un 4,6% de católicos griegos, un 2,4% de ortodoxos armenios, un 0,8% de alauíes y un 3% de otras minorías. Un estudio realizado por el Centro de Información del Líbano y basado en los números de registro de votantes muestra que para 2011 la población cristiana era estable en comparación con la de años anteriores, representando el 34,35% de la población; Los musulmanes, incluidos los drusos, eran el 65,47% de la población. La Encuesta Mundial de Valores de 2014 puso el porcentaje de ateos en el Líbano en 3,3%.
Se cree que ha habido una variación en la proporción de cristianos y musulmanes en los últimos 60 años, debido a las mayores tasas de emigración de cristianos y una mayor tasa de natalidad en la población musulmana. Cuando se realizó el último censo en 1932, los cristianos constituían el 53% de la población del Líbano. En 1956, se estimó que la población era 54% cristiana y 44% musulmana. La llegada de refugiados sirios al país ha aumentado el porcentaje de población musulmana en el país. Un estudio publicado en 2022 estima que en el 2010 había 2.100 cristianos conversos del islam.
Un estudio demográfico realizado por la firma de investigación Statistics Lebanon encontró que aproximadamente el 27% de la población era sunita, 27% chiita, 21% maronita, 8% ortodoxa griega, 5% drusa, 5% melquita y 1% protestante, y el 6% restante pertenece principalmente a denominaciones cristianas más pequeñas, no nativas del Líbano.

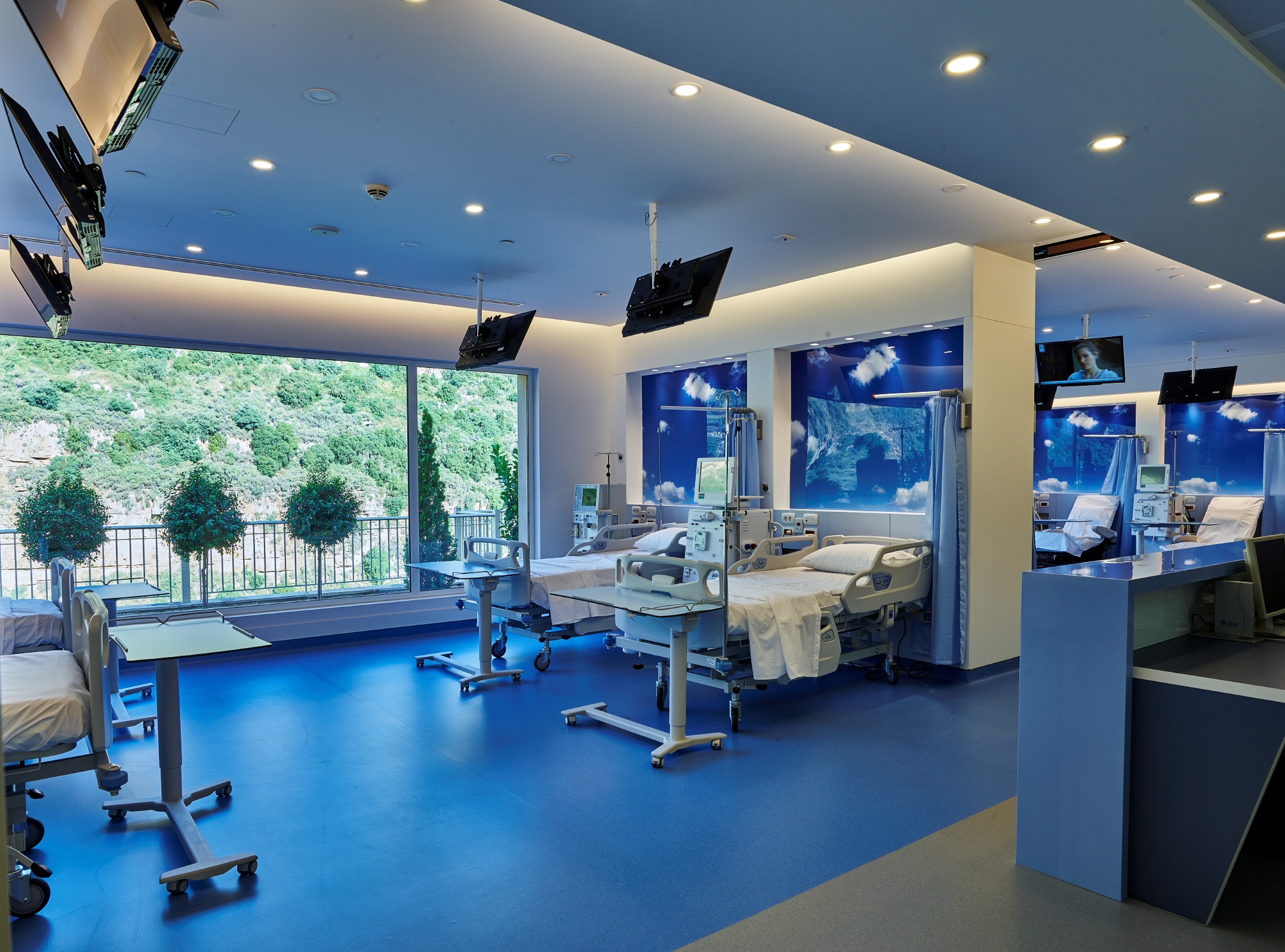
Centro de Diálisis del Centro Médico Bellevue en el Líbano

### Sanidad
En 2010, el gasto en sanidad representó el 7,03% del PIB del país. En 2009, había 31,29 médicos y 19,71 enfermeras por cada 10.000 habitantes. La esperanza de vida al nacer era de 72,59 años en 2011, es decir, 70,48 años para los hombres y 74,80 años para las mujeres.
Al final de la guerra civil, solo funcionaba un tercio de los hospitales públicos del país, cada uno con una media de 20 camas. En 2009 el país contaba con 28 hospitales públicos, con un total de 2.550 camas, mientras que el país tenía aproximadamente 25 hospitales públicos. En los hospitales públicos, los pacientes hospitalizados sin seguro médico pagan el 5 % de la factura, en comparación con el 15 % en los hospitales privados, y el Ministerio de Salud Pública reembolsa el resto. El Ministerio de Salud Pública tiene contratos con 138 hospitales privados y 25 hospitales públicos.
En 2011, hubo 236.643 ingresos subvencionados en hospitales; 164.244 en hospitales privados y 72.399 en hospitales públicos. Los hospitales privados reciben más pacientes que los públicos, porque la oferta de camas privadas es mayor.
Según el Ministerio de Salud Pública de Líbano, las diez causas principales de muertes hospitalarias notificadas en 2017 fueron: neoplasia maligna de bronquio o pulmón (4,6 %), infarto agudo de miocardio (3 %), neumonía (2,2 %), exposición a factor no especificado, lugar no especificado (2,1 %), lesión renal aguda (1,4 %), hemorragia intracerebral (1,2 %), neoplasia maligna de colon (1,2 %), neoplasia maligna de páncreas (1,1 %), neoplasia maligna de próstata (1,1 %), neoplasia maligna de vejiga (0,8 %).

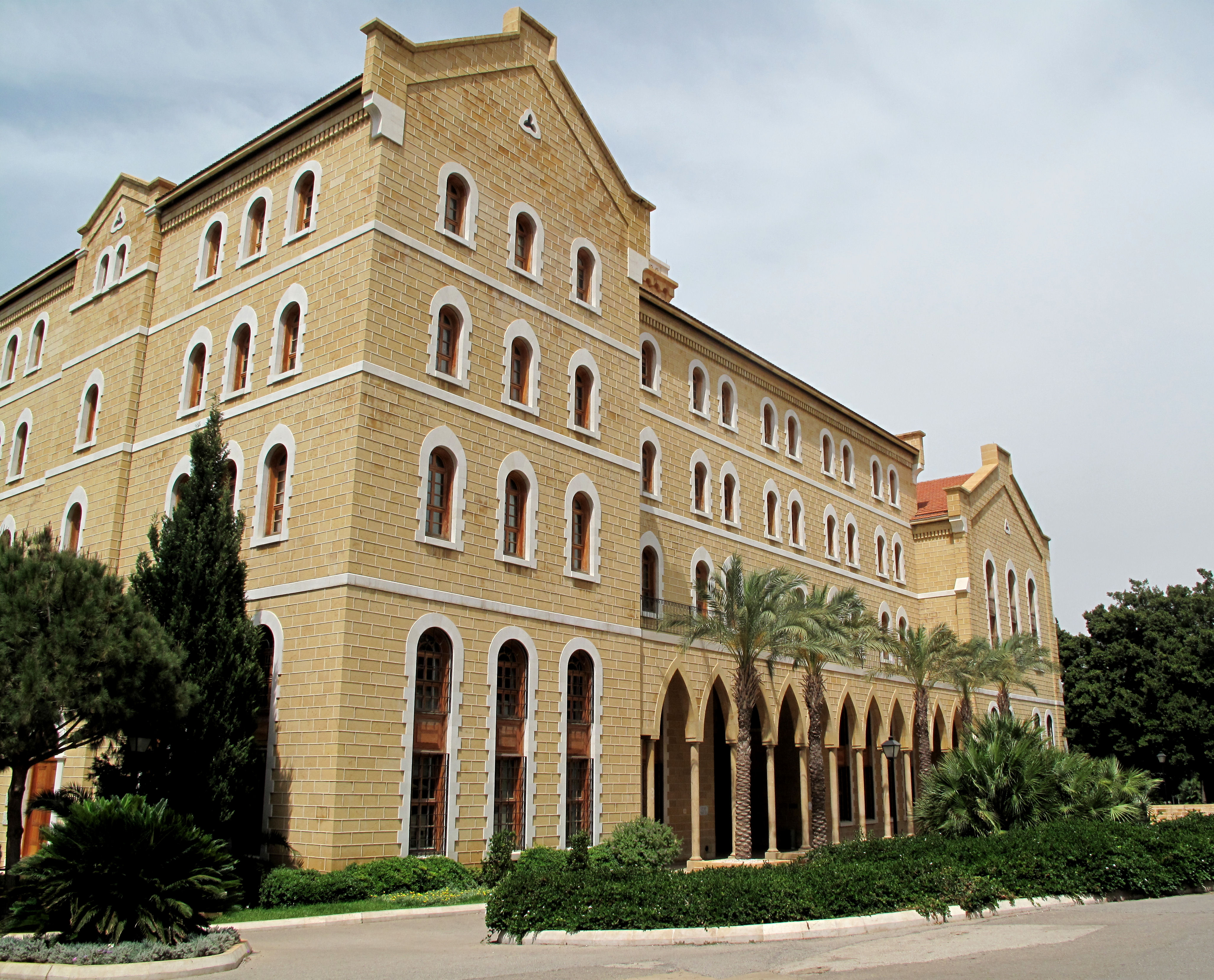
Universidad Americana de Beirut

Recientemente, se ha producido un aumento de las enfermedades transmitidas por los alimentos en el Líbano. Esto ha aumentado la concienciación pública sobre la importancia de la seguridad alimentaria, incluso en los ámbitos del almacenamiento, la conservación y la preparación de los alimentos. Cada vez son más los restaurantes que buscan información y el cumplimiento de la Organización Internacional de Normalización.

### Educación
Las Naciones Unidas asignaron a Líbano un índice de educación de 0,871 en 2008. El índice, determinado por la tasa de alfabetización de adultos y la tasa bruta combinada de matriculación en educación primaria, secundaria y terciaria, situó al país en el puesto 88 de los 177 países participantes.

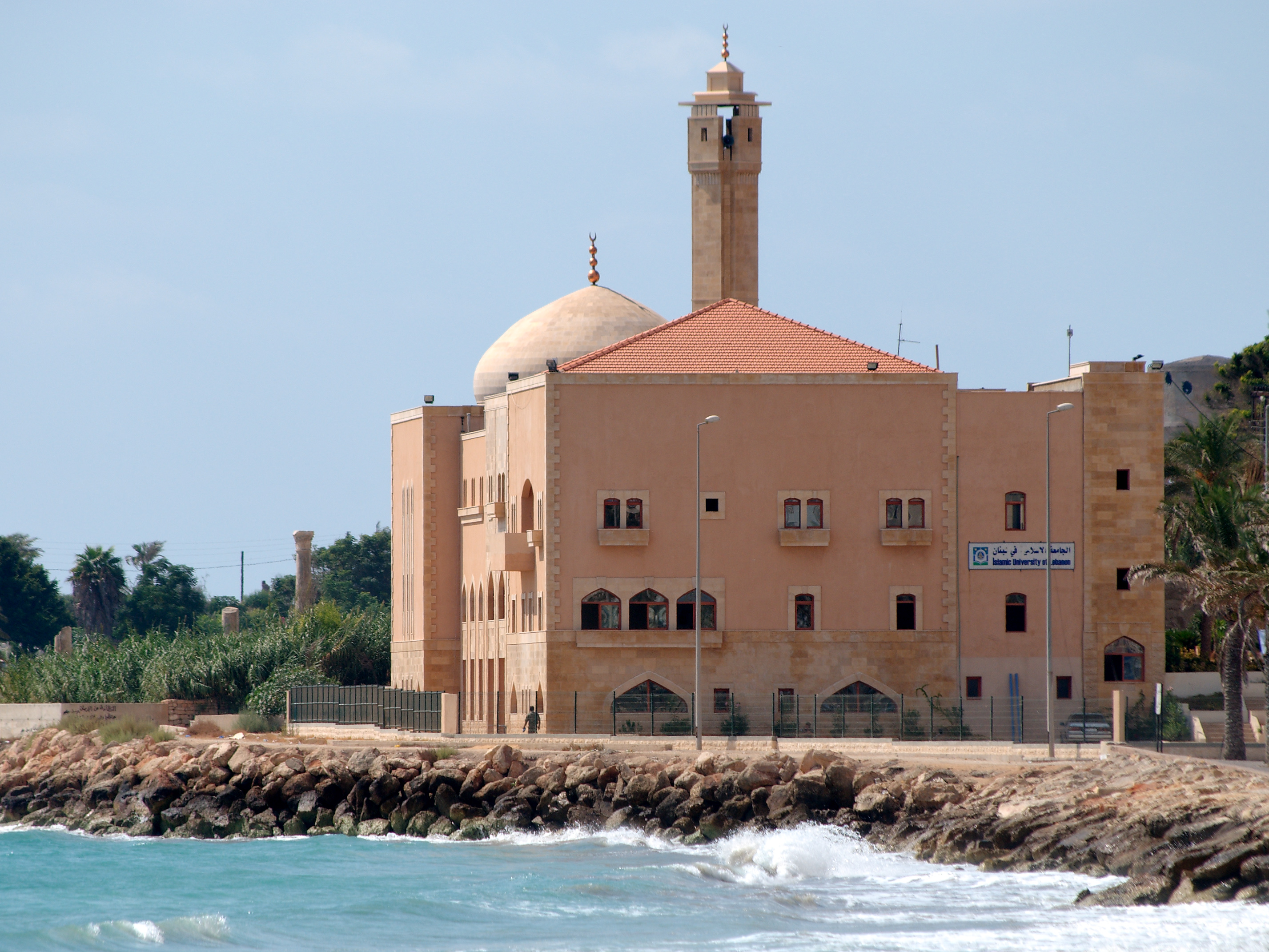
Universidad Islámica en Tiro

Todas las escuelas libanesas deben seguir un plan de estudios prescrito diseñado por el Ministerio de Educación. Algunos de los 1.400 centros privados ofrecen programas de BI[257], y también pueden añadir más cursos a su plan de estudios con la aprobación del Ministerio de Educación. Los ocho primeros años de educación son, por ley, obligatorios[19].
Líbano tiene cuarenta y una universidades acreditadas a nivel nacional, varias de ellas reconocidas internacionalmente. La Universidad Americana de Beirut (AUB) y la Universidad San José de Beirut (USJ) fueron la primera universidad anglófona y la primera francófona en abrir en Líbano, respectivamente. Las universidades del Líbano, tanto públicas como privadas, operan también en su mayoría en francés o inglés.
Las universidades mejor clasificadas del país son la Universidad Americana de Beirut (n.º 242 en todo el mundo, n.º 2 en Oriente Medio en 2022), Universidad de Balamand (n.º 511 en todo el mundo, n.º 17 en la región), Universidad Libanesa Americana (n.º 581 en todo el mundo, #17 en la región),  La Universidad San José de Beirut (531 en el mundo, 17 en la región), La Universidad Libanesa (3.826 en el mundo) y la Universidad del Espíritu Santo de Kaslik (600 en el mundo en 2020). La Universidad de Notre Dame-Louaize NDU #701 en 2021.

## Cultura

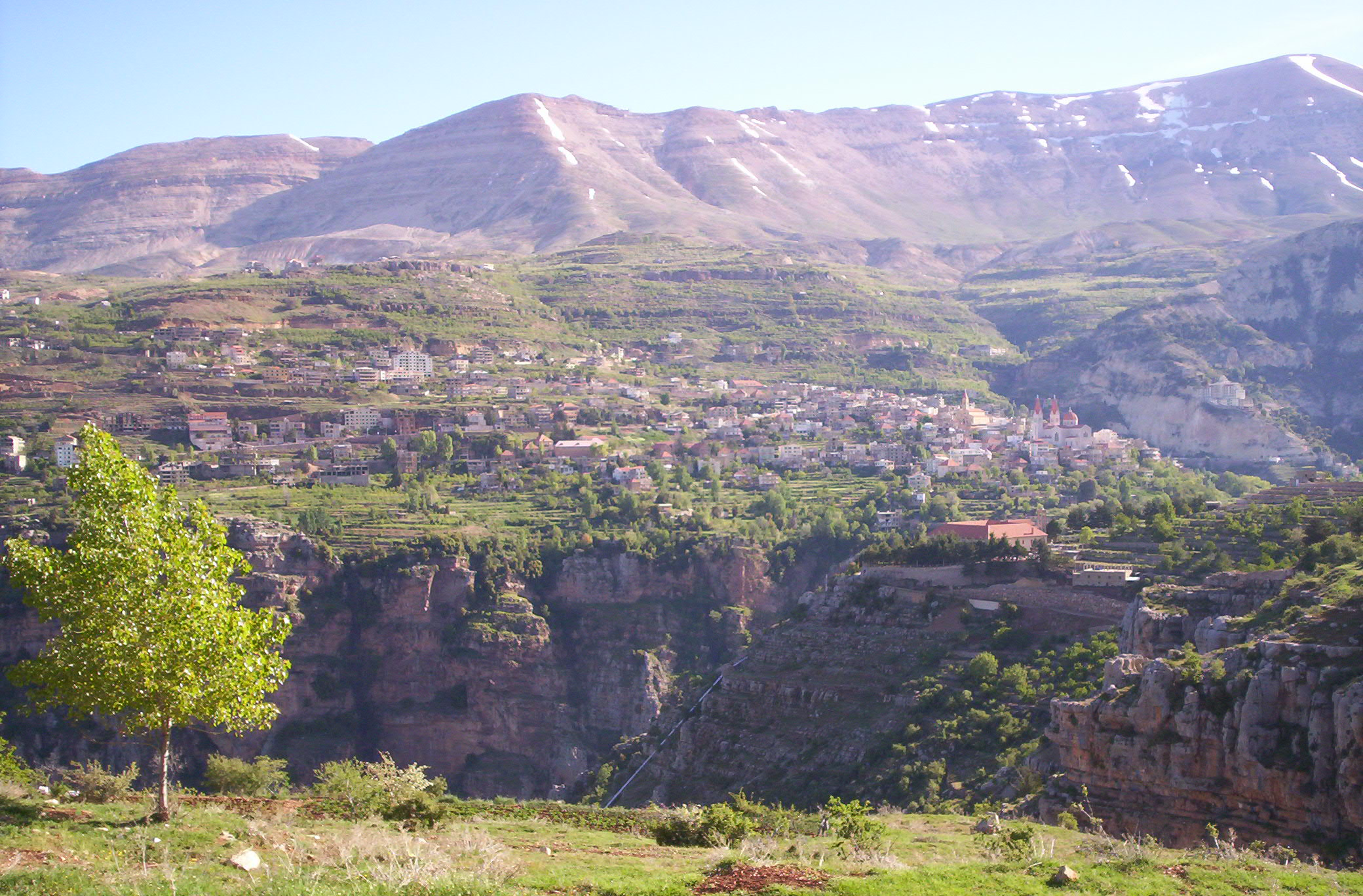
Los monasterios del valle de Qadisha son Patrimonio Mundial.

La cultura del Líbano tiene raíces principalmente árabes, fenicias y arameas, con una importante influencia occidental, principalmente francesa. El Líbano es un territorio que ha sido habitado por muchos pueblos y culturas durante miles de años. Los libaneses provienen técnicamente de muchos pueblos (fenicio, asirio, griego, romano, europeo y árabe). La Biblioteca Nacional del Líbano se encuentra en fase de reconstrucción tras las dos últimas guerras.

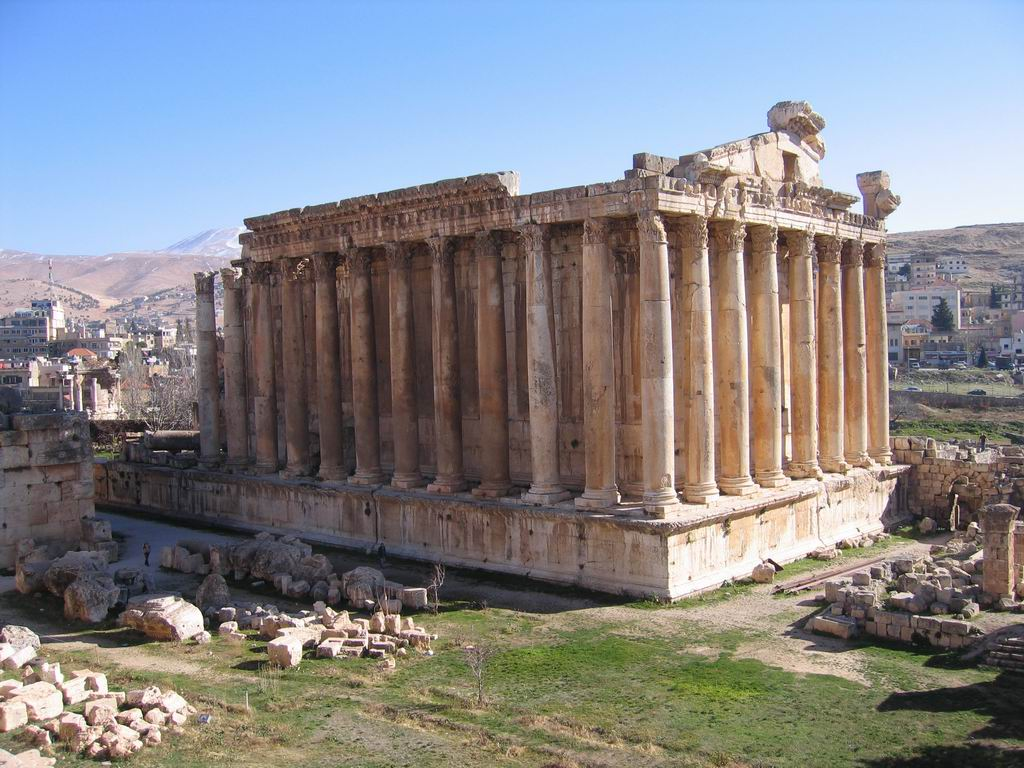
El templo de Baco en Baalbek (h. 150 d. C.), es uno de los templos romanos mejor conservados del mundo.

La cultura local refleja el legado de varias civilizaciones que abarcan miles de años. Originalmente hogar de los fenicios cananeos, y posteriormente conquistado y ocupado por los asirios, persas, griegos, romanos, árabes, fatimíes, cruzados, turcos otomanos y, más recientemente, la cultura francesa y libanesa ha dominado milenios evolucionaron tomando prestado de todos estos grupos. La diversa población del Líbano, compuesta por diferentes grupos étnicos y religiosos, ha contribuido aún más a los festivales, estilos musicales y literatura del país, así como a la cocina. A pesar de la diversidad étnica, lingüística, religiosa y confesional de los libaneses, «comparten una cultura casi común». El árabe libanés se habla universalmente, mientras que la comida, la música y la literatura están profundamente arraigadas «en normas mediterráneas y levantinas árabes más amplias».

### Arquitectura
La arquitectura libanesa muestra una fuerte influencia italiana desde el Renacimiento. El soberano Fachr ad-Dīn II (1572-1635) puso en marcha un ambicioso programa de desarrollo del país durante este periodo. Cuando los otomanos enviaron a Fachr ad-Dīn al exilio en Toscana en 1613, se alió con los Medici. 

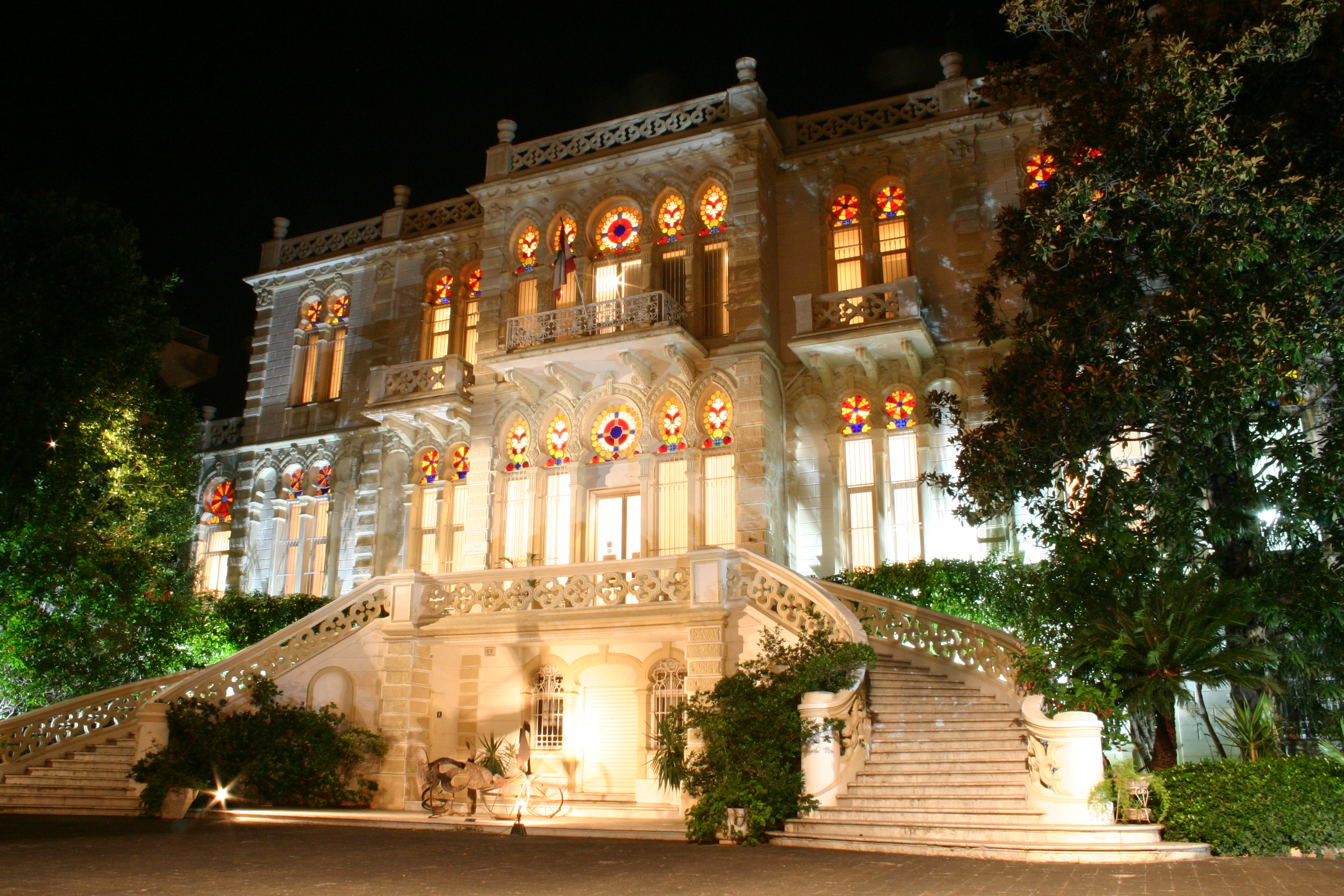
El Palacio Sursock en el Líbano

Tras su regreso en 1618, comenzó a modernizar el Líbano. Fomentó la aparición de una industria de la seda, la expansión de la producción de aceite de oliva y trajo al país a muchos ingenieros italianos, que empezaron a construir mansiones y residencias por doquier. Las ciudades de Beirut y Sidón, en particular, fueron construidas al estilo italiano. Estos edificios, especialmente los de Dair al-Qamar, influyeron en el estilo arquitectónico del Líbano hasta nuestros días. El aspecto de muchas calles famosas, como la calle Gouraud de Beirut, se caracteriza por casas históricas de estilo renacentista italiano. Uno de los ejemplos recientes más deslumbrantes de este estilo es el edificio del Museo Sursock, construido en el siglo XIX.

### Gastronomía

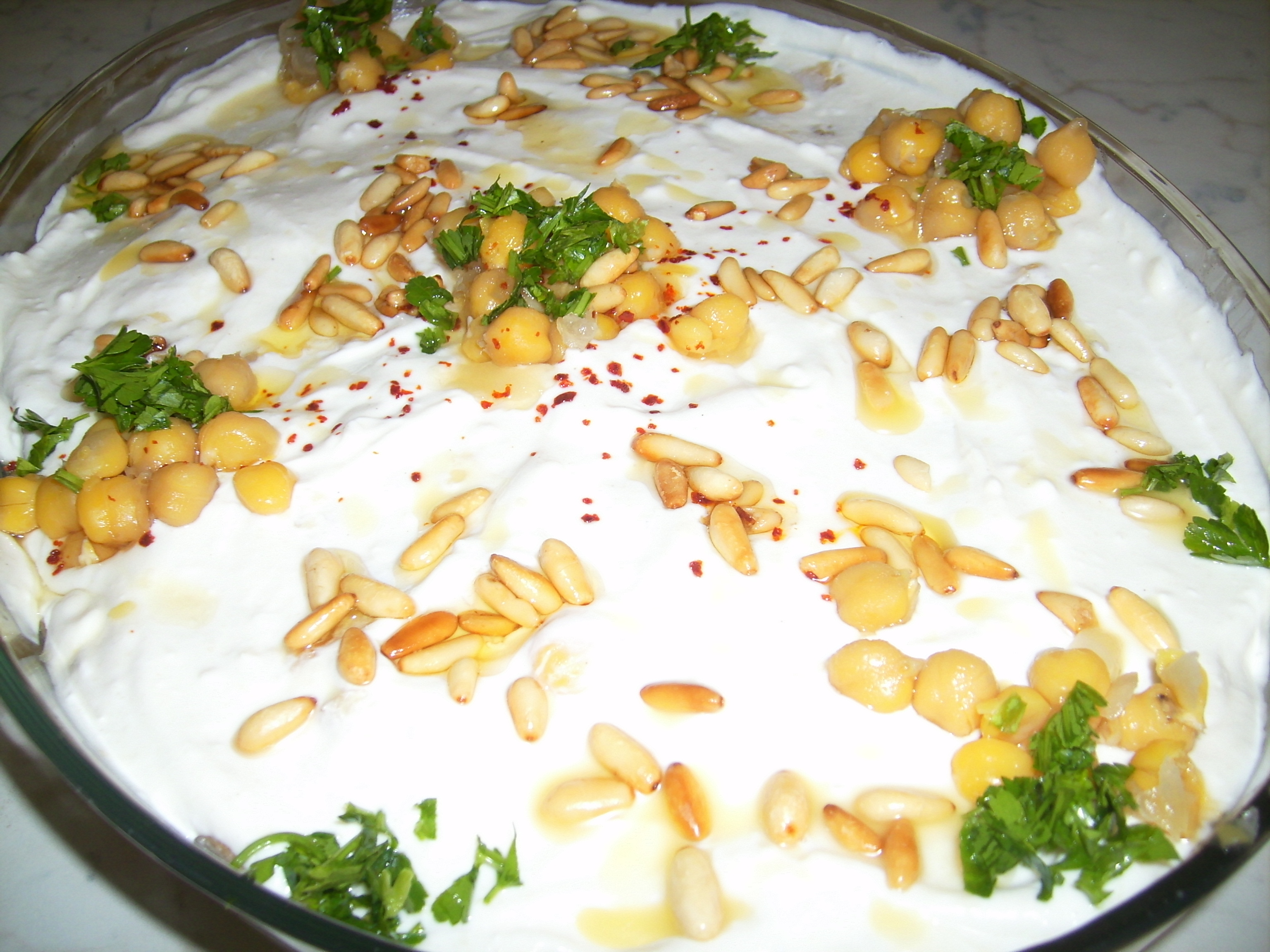
Un Fatteh libanés un plato popular en países como Egipto, Siria, Jordania y Líbano

La gastronomía del Líbano es el conjunto de platos y de costumbres culinarias de los habitantes del Líbano, esta cocina es extraordinariamente diversa y posee especialidades propias y adaptadas de los diferentes países de su entorno. Con alimentos frescos y sabrosos, junto algunas especias, los libaneses han adaptado lo mejor de la cocina turca y la árabe aderezándolo con un aire de la francesa. La gastronomía libanesa utiliza principalmente la carne de cordero, teniendo entre sus platos más conocidos en el mundo la diversidad de Kibbeh, se prepara crudo, (Kibbeh nayeh)  al horno, frito, en diversas formas, la más habitual es el Kibbeh relleno, que tiene forma ovalada, está relleno de carne con cebolla y piñones.
La meze, consiste en una serie de platos que son ordenados en restaurantes, o servidos para recibir visitas que consisten en distintas cremas de vegetales tales como el garbanzo (hummus), yogur seco (labne), en algunos casos el pimentón asado con nueces, muhammara, que lleva algo de picante (herencia siria), y el babaganoush, a base de berenjenas asadas. Adicionalmente en el mezze hay carne cruda, el famoso Kibbeh nayeh que es carne fresca magra de vacuno mezclada con bulgur, sal y pimienta de Jamaica al gusto, también incluye ensaladas como son el tabuleh y el fatush, el kibbeh, carnes asadas y frituras diversas, entre otras cosas. Cabe resaltar que el Kibbeh es el plato nacional del Líbano.
También se consumen las dolmas, hojas de parras rellenas, zapallitos rellenos,  y una diversidad de platos que llevan arroz y carne. Uno de los más populares es el Maklube. Mucha de la gastronomía libanesa se consume con pan pita y labne.

### Literatura
En literatura, Yibrán Jalil Yibrán es uno de los poetas más vendidos de todos los tiempos.  Es particularmente conocido por su libro El profeta (1923), que ha sido traducido a más de veinte idiomas diferentes y es el segundo libro más vendido en el siglo XX detrás de la Biblia.
Ameen Rihani fue una figura importante del movimiento literario mahjar desarrollado por los emigrantes árabes en América del Norte y uno de los primeros teóricos del nacionalismo árabe. Mikha'il Na'ima es ampliamente reconocido como una de las figuras más importantes de las letras árabes modernas y uno de los escritores espirituales más importantes del siglo XX. Varios escritores libaneses contemporáneos también han alcanzado el éxito internacional; entre ellos, Elías Khoury, Amin Maalouf, Hanan al-Shaykh y Georges Schehadé.

El escritor libanés Amin Maalouf ha hecho de la «identidad» el tema favorito de su ensayo Les Identités meurtrières. Describe la identidad como una pantera a la que hay que domar mediante el principio de reciprocidad. Por último, relata los peligros del «voto identitario» en democracia, que sólo fomentaría la segregación entre comunidades, e invita a ciudadanos y políticos a hacer coexistir pacíficamente las identidades en un contexto rico y un patrimonio común.

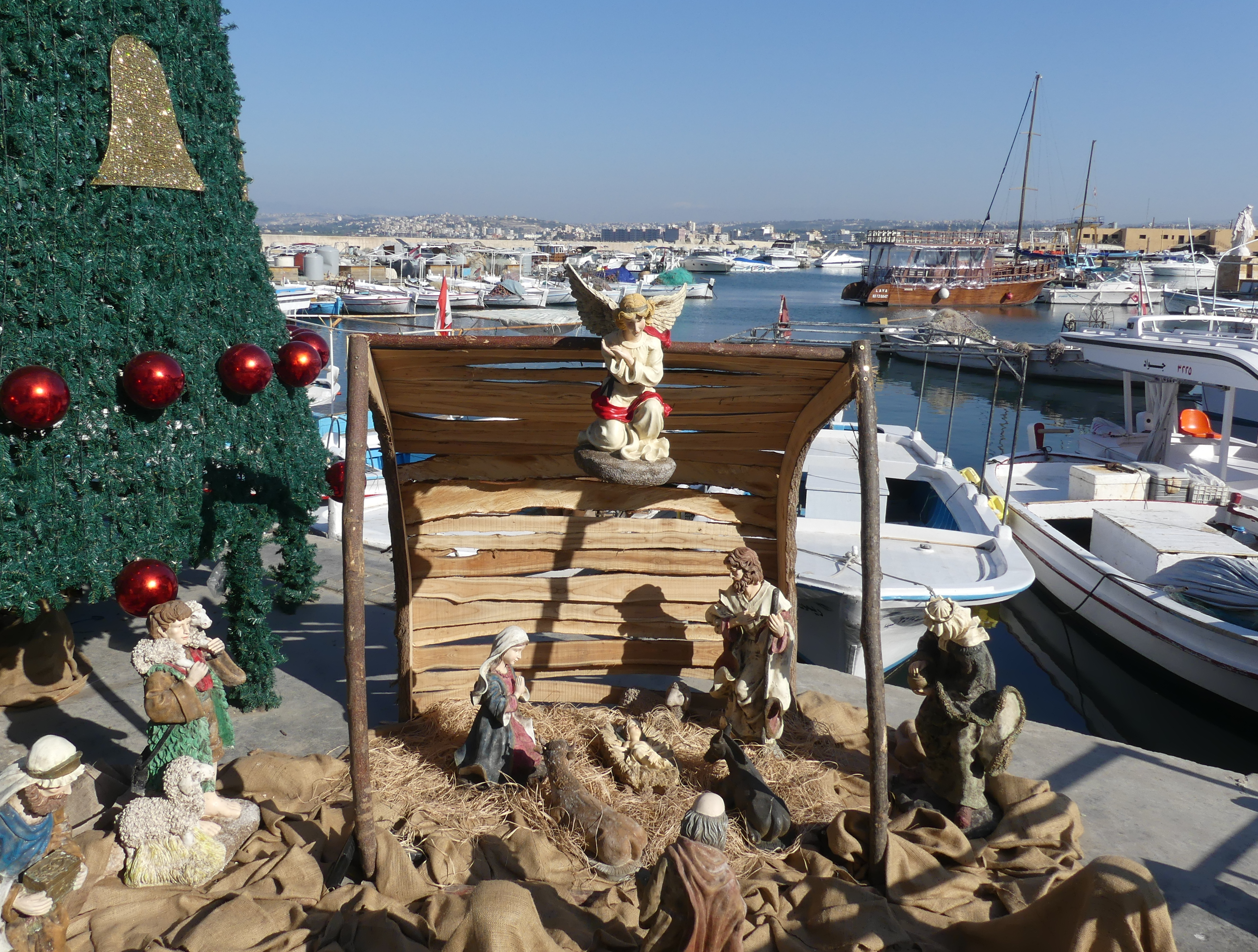
Un Pesebre que representa el nacimiento de Jesús y un Árbol de Navidad en el Líbano

### Fiestas y festivales
Líbano celebra fiestas nacionales, tanto cristianas como musulmanas. Las fiestas cristianas se celebran siguiendo tanto el Calendario Gregoriano (el más usado a nivel mundial establecido por la Iglesia Católica) como el Calendario Juliano (el más usado en eventos religiosos de países de mayoría cristiana ortodoxa como Rusia o Grecia). Los griegos ortodoxos (salvo en Semana Santa), los católicos, los diversos grupos protestantes y los cristianos melquitas siguen el calendario gregoriano y celebran la Navidad (la principal fiesta cristiana) el 25 de diciembre. Los cristianos apostólicos armenios celebran la Navidad el 6 de enero, ya que siguen el Calendario Juliano que tiene un desfase con respecto al calendario Gregoriano. Las fiestas musulmanas se siguen según el calendario lunar islámico. 
Entre las fiestas musulmanas que se celebran destacan Eid al-Fitr (la fiesta de tres días al final del mes de Ramadán), Eid al-Adha (la Fiesta del Sacrificio), que se celebra durante la peregrinación anual a La Meca y conmemora también lo que los musulmanes consideran la voluntad de Abraham de sacrificar a su hijo a Dios, el Nacimiento del Profeta islámico Mahoma y Ashura (el Día de Luto chií). Las fiestas nacionales de Líbano incluyen el Día de los Trabajadores, el Día de la Independencia y el Día de los Mártires. 
Los festivales de música, a menudo celebrados en lugares históricos, son un elemento habitual de la cultura libanesa Entre los más famosos se encuentran el Festival Internacional de Baalbeck, el Festival Internacional de Biblos, el Festival Internacional de Beiteddine, el Festival Internacional de Jounieh, el Festival de Broumana, el Festival Internacional de Batroun, el Festival de Ehmej, el Festival de Dhour Chwer y el Festival de Tyr. Estos festivales están promovidos por el ministerio de turismo de Líbano. Líbano acoge cada año unos 15 conciertos de artistas internacionales y ocupa el primer puesto en cuanto a vida nocturna en Oriente Próximo y el sexto en todo el mundo.

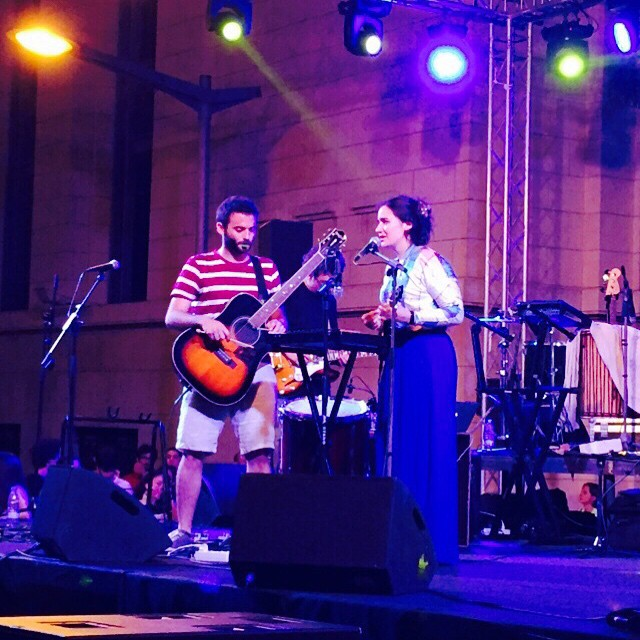
Fiesta de la Música en Beirut en 2015 (Fete de la Musique)

### Música
La música del Líbano tiene una larga historia. Beirut, la capital del Líbano, es conocida desde hace mucho tiempo, sobre todo en el periodo inmediatamente posterior al fin de la Segunda Guerra Mundial en 1945, por su arte e intelectualismo. En esta época surgieron varios cantantes, entre los más famosos Fairuz, Sabah, Wadih El Safi, Nasri Shamseddine, Melhem Barakat, Majida El Roumi, Ahmad Kaabour, Marcel Khalife (cantante folclórico activista e intérprete de oud) y Ziad Rahbani, que además de cantautor y compositor musical era un popular dramaturgo. Lydia Canaan fue aclamada por los medios de comunicación como la primera estrella de rock de Oriente Próximo.
Durante los quince años de guerra civil, la mayoría de las estrellas libanesas de la música se trasladaron a El Cairo o París, y la escena musical de Beirut no volvió hasta después de 1992. Entre las estrellas del pop moderno figuran Najwa Karam, Diana Haddad, Nawal Al Zoghbi, Elissa, Ragheb Alama, Walid Toufic, Wael Kfoury, Fares Karam, Amal Hijazi, Nancy Ajram, Melhem Zein, Fadel Shaker, Assi El Helani, Myriam Fares y Yara.
La Fiesta de la Música, que se celebra anualmente a finales de junio, congrega a todo el país en conciertos underground organizados y espontáneos.
El rock es popular en el Líbano. Durante la guerra civil libanesa, el rock, el hard rock y el heavy metal eran muy populares. Bandas como Deep Purple, Black Sabbath, Led Zeppelin, Rolling Stones, Iron Maiden y Scorpions eran muy populares. En 1978, los Rolling Stones reservaron un concierto en el país para el cual se agotaron las entradas en cinco horas. El concierto se canceló, lo que provocó que muchos aficionados libaneses del rock quemaran neumáticos en las carreteras, bloqueándolas de rabia.

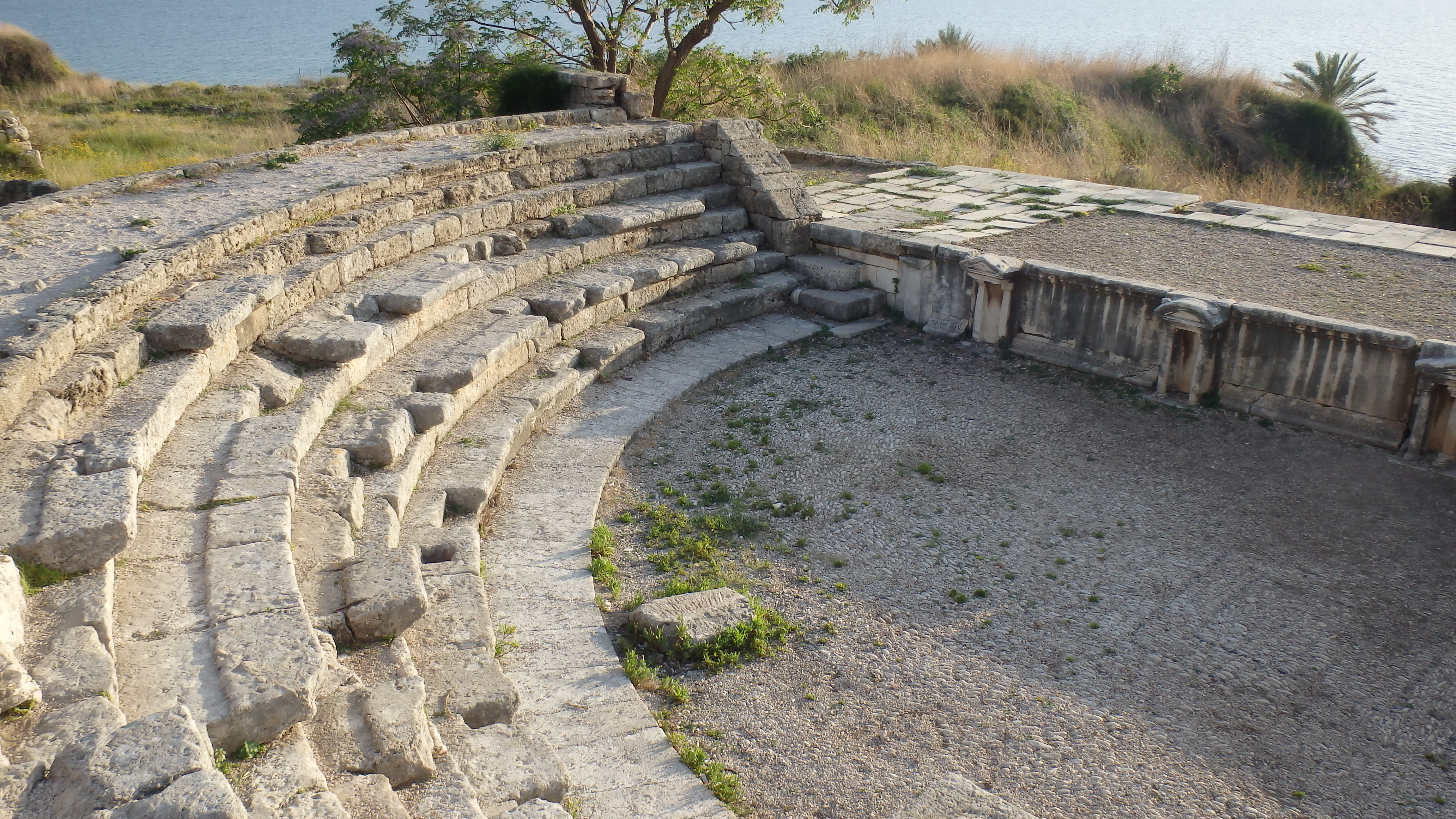
Antiguo Anfiteatro Romano en Biblos, Líbano

Durante la guerra civil libanesa (1975-1990), las actuaciones iniciales de Lydia Canaan bajo el nombre artístico de Angel no tuvieron precedentes históricos en más de un frente; su carrera comenzó con ella arriesgando su vida para actuar en medio de ataques militares enemigos, sus conciertos se celebraban literalmente en vecindades del Líbano que estaban siendo bombardeadas simultáneamente.

### Teatro
El teatro en Líbano tiene su origen en las obras pasionales. Las obras musicales de Maroun Naccache, de mediados del siglo XIX, se consideran el nacimiento del teatro árabe moderno. Algunos estudiosos, como Abdulatif Shararah, han dividido el teatro libanés en tres fases históricas centradas en 1) las traducciones de obras europeas, 2) el nacionalismo árabe y 3) el realismo.
La representación dramática de la Pasión de Jesucristo era una práctica tradicional durante la Cuaresma entre las comunidades cristianas del Líbano. Además, las representaciones de la Pasión, que representaban los sucesos de Karbala, también eran habituales entre los chiíes del Líbano. Las representaciones de la Pasión, ya fueran cristianas o chiíes, eran acontecimientos centrados en la vida del pueblo. En las aldeas, no era raro que los cristianos participaran en papeles secundarios en las representaciones chiíes y viceversa.
La primera producción teatral, obra de Maroun Naccache, se representó en Beirut en 1846. En una visita a Italia a finales de 1846, Maroun Naccache conoció el teatro y, a su regreso a Líbano, escribió una adaptación al árabe de L'Avare (Al Bakhil). El aumento de las producciones teatrales se hace evidente en los anuncios de obras y las reseñas críticas que aparecieron en la publicación de la revista de arte Thamrat Al Funun a partir de 1875.

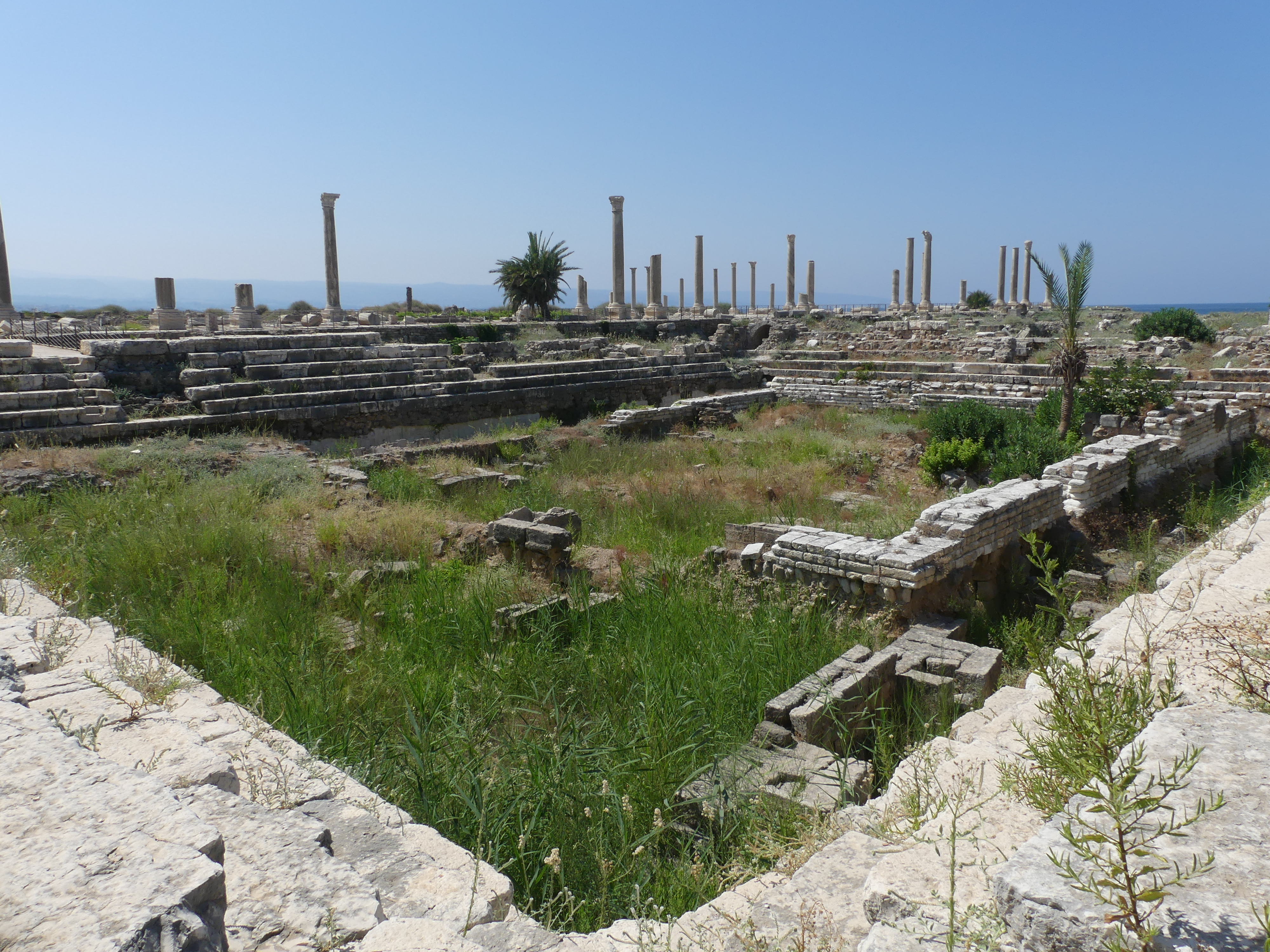
Antiguo teatro romano rectangular en Tiro, Líbano

Las obras de Naccache allanaron el camino. Con el cambio de siglo, el teatro se convirtió en una «forma habitual de entretenimiento», superando la objeción inicial de la Iglesia con respecto a las artes dramáticas. Como parte del fin del año académico, las universidades de Beirut pusieron en escena producciones teatrales. En 1903, se representó Julio César en la Universidad Americana de Beirut, seguida de Hamlet en 1905.
La mayoría de los teatros libaneses tienen su sede en la capital. Los hijos de Mansour Rahbani continuaron la tradición de su padre y han producido varios musicales que se representaron en Baalbeck, Biblos y en el extranjero.
En 2005, Nidal Al Achkar creó la Asociación del Teatro Al Madina para las Artes y la Cultura, renovando el cine Saroulla, construido a finales de los años sesenta en la calle Hamra, y convirtiéndolo en una plataforma multidisciplinar. La renovación del Saroulla por parte de Al Achkar creó la esperanza entre los artistas de que otros teatros de la calle Hamra, como el Piccadilly Theatre, también recuperaran su antiguo esplendor. El Teatro Al Madina fue reconocido por devolver rastros de la alta cultura a la calle Hamra, que era el centro cultural de Beirut antes de la guerra. En 2011, el Teatro de Danza Maqamat también abrió sus puertas en la calle Hamra, proporcionando un nuevo espacio para la danza contemporánea y fomentando el renacimiento de la escena cultural y artística de Hamra.
El 20.º aniversario se celebró en el Teatro Al Madina en 2016.
El Ministerio de Cultura también organizó allí el primer Festival Nacional de Teatro del Líbano en 2018, en el Teatro Al Madina.

### Ciencia y tecnología
Líbano ocupa el puesto 94 en el Índice Global de Innovación de la OMPI en 2024, el lugar 92 en 2023 y el 88 en 2019.Entre los científicos libaneses destacan Hassan Kamel Al-Sabbah, Rammal Rammal y Edgar Choueiri.
En 1960, un club científico de una universidad de Beirut puso en marcha un programa espacial llamado «Sociedad Libanesa de Cohetes», el cual logró grandes éxitos hasta 1966, año en que el programa se interrumpió debido a la guerra y a presión externas.

## Deporte

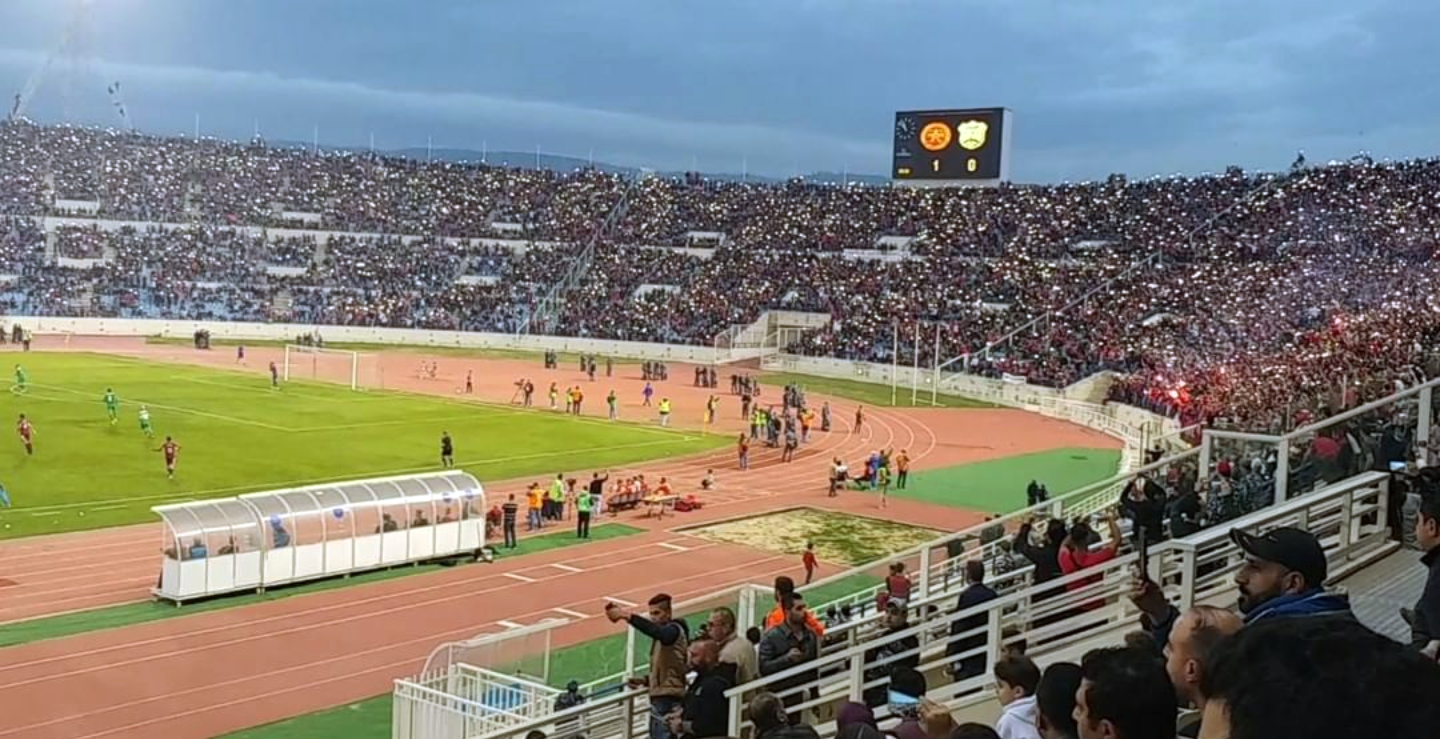
Estadio Ciudad Deportiva Camille Chamoun

De los deportes de invierno más importantes está el esquí, realizado en más de seis zonas de montaña. En la flor del verano están las actividades marinas (natación, surf, vela) en las costas del Mar Mediterráneo y el montañismo y la exploración de cuevas. Otros deportes son: el balonmano, fútbol, tenis, baloncesto, voleibol, tiro con arco, rugby, ciclismo, atletismo, maratón, tenis de mesa, esquí, lucha, equitación,Kickboxing, Kung Fu, karate, esgrima, aikido, judo, taekwondo, ajedrez, gimnasia, natación, boxeo, esquí acuático, levantamiento de pesas, bádminton, vela, tiro y pesca, Rally, patinaje sobre hielo, hockey, buceo y la natación en tipos, Tai Boxing Association, baile deportivo, campo de golf, squash, juegos como canoa y kayak en el mar, y juegos de cartas como Alleja, Trnib, arbatage y bridge, juegos de dados.